# Hip hop (genere musicale)
La musica hip hop, anche nota come hip hop o musica rap, è un genere musicale nato negli Stati Uniti d'America negli anni settanta, precisamente a New York nel Bronx, caratterizzato da musica ritmica, da differenziare dal rapping propriamente detto, che è un discorso ritmato e pronunciato in rima. Il rap già era praticato in una forma molto rudimentale, ma da quando è diventato una delle discipline fatte proprie dall'hip hop (quasi subito dopo la nascita dell'hip hop) si è sviluppato enormemente. Il concetto culturale di hip hop si differenzia da quello più specifico di musica hip hop, in quanto è definito da quattro elementi stilistici caratteristici: MCing/rapping, DJing/scratching con giradischi, break dance e graffitismo.
Altri elementi di questo stile musicale includono il campionamento di beat o le linee di basso dei dischi (o basi e suoni sintetizzati) e beatboxing ritmico. Sebbene spesso usato per riferirsi esclusivamente al rapping, il termine hip hop denota in modo più appropriato la pratica dell'intera sottocultura. Il termine hip hop è spesso inteso come sinonimo del termine musica rap, anche se il rapping non è un componente esclusivo della musica hip hop; il genere infatti può anche incorporare altri elementi della cultura del movimento, tra cui DJing, turntablism, scratching, beatboxing e tracce strumentali.
L'hip hop, sia come genere musicale che come cultura, si è formato durante la prima metà degli anni settanta, quando le feste casalinghe (house party) prima e i block party dopo, diventarono sempre più popolari a New York, in particolare tra i giovani afro-americani e latinoamericani residenti nel Bronx e ad Harlem. Tuttavia, la musica hip hop non venne mai registrata discograficamente né diffusa nelle radio o in televisione fino al 1979, soprattutto a causa dell'emarginazione sociale dell'ambiente che circondava gli artisti rap e della mancanza di accettazione di questi al di fuori dei quartieri del ghetto.
La prima evoluzione dell'hip hop si è verificata mentre la tecnologia di campionamento e le drum machine sono diventate ampiamente disponibili e convenienti. Le tecniche del turntablist come scratching e beatmatching, sviluppate insieme ai break e al toasting giamaicano, uno stile vocale cantato, sono state usate sopra le basi. Alle controparti i DJ hanno suonato break percussivi di canzoni popolari usando due giradischi e un mixer per DJ per poter riprodurre break da due copie dello stesso disco, alternando l'una all'altra ed estendendo il break. Il rapping si è sviluppato come uno stile vocale in cui l'artista parla o canta ritmicamente a lungo con una base strumentale o sintetizzata.
Tra gli artisti degni di nota si segnalano DJ Kool Herc, Grandmaster Flash and The Furious Five, Fab Five Freddy, Marley Marl, Afrika Bambaataa, Kool Moe Dee, Kurtis Blow, Busy Bee Starski, Doug E. Fresh, Whodini, The Fat Boys, Spyder-D, Treacherous Three, Spoonie Gee, Cold Crush Brothers e Warp 9. La canzone Rapper's Delight del gruppo The Sugarhill Gang è comunemente considerata come la prima registrazione hip hop a ottenere una popolarità diffusa nel mainstream. Gli anni ottanta hanno segnato la diversificazione dell'hip hop in quanto il genere ha sviluppato stili più complessi. Durante gli anni ottanta, la musica hip hop era quasi esclusivamente confinata negli Stati Uniti d'America. Nonostante ciò, durante lo stesso periodo, ha iniziato a diffondersi nelle scene musicali di diversi Paesi, molti dei quali miscelavano l'hip hop con stili locali creando nuovi sottogeneri.
La new school hip hop è stata la seconda ondata di musica hip hop, nata nel periodo 1983-1984 con i primi dischi dei Run DMC e di LL Cool J. Il periodo della golden age hip hop è stata un'era innovativa risalente all'inizio degli anni novanta. Tra gli artisti di spicco di questo periodo sono inclusi Juice Crew, Public Enemy, Eric B. & Rakim, Boogie Down Productions & KRS-One, EPMD, Slick Rick, Beastie Boys, Kool G Rap, Big Daddy Kane, Ultramagnetic MCs, De La Soul e A Tribe Called Quest. Il gangsta rap è un sottogenere dell'hip hop che spesso si concentra sugli stili di vita violenti e le condizioni impoverite della gioventù afro-americana del centro città. Schoolly D, Ice Cube, Ice-T, N.W.A e i Geto Boys sono tra gli artisti fondatori del genere, conosciuti per aver mischiato il commento politico e sociale del political hip hop con gli elementi criminali e le storie criminali trovate nel gangsta rap.
Nello stile della West Coast hip hop, il g-funk ha dominato l'hip hop mainstream per diversi anni durante gli anni novanta con artisti come Snoop Dogg, Tupac e Dr. Dre. L'East Coast hip hop all'inizio della metà anni novanta era dominato dall'alternative hip hop e dal jazz rap afrocentrico del collettivo Native Tongues così come dall'hardcore hip hop di artisti quali Wu-Tang Clan, Onyx e Mobb Deep. Anche l'East Coast aveva molti artisti gangsta rap tra cui The Notorious B.I.G., Nas e Lil' Kim.
Negli anni novanta, l'hip hop raggiunge la fama che lo renderà uno dei generi prevalenti in tutto il mondo. Durante lo stesso periodo ha iniziato a diversificarsi con altri stili regionali emergenti, come il Southern hip hop e l'Atlanta hip hop. Allo stesso tempo, l'hip hop ha continuato ad essere assimilato ad altri generi di musica popolare, ad esempio il neo soul (con musicisti come Lauryn Hill ed Erykah Badu) e il nu metal (Linkin Park, Korn e Limp Bizkit). Dalla fine degli anni novanta l'hip hop è il genere musicale di maggior successo commerciale.
La popolarità della musica hip hop è proseguita ulteriormente, fino alla prima metà degli anni duemila, con influenze hip hop sempre più diffuse nella musica commerciale. Gli Stati Uniti videro anche il successo di stili regionali come il crunk (Lil Jon & the East Side Boys, Ying Yang Twins), un sottogenere del southern che enfatizzava i beat e la musica più dei testi. A partire dal 2005, le vendite di musica hip hop negli USA hanno iniziato a calare notevolmente. Durante la metà degli anni duemila, l'alternative hip hop si garantì un posto nel mainstream, dovuto in parte al successo di artisti come Outkast e Kanye West. Tra la fine degli anni duemila e l'inizio degli anni duemila dieci, si fanno notare rapper come Lil Wayne, Drake, J. Cole e Kendrick Lamar.
Alla fine degli anni duemiladieci s'impone nella musica mainstream un nuovo sottogenere dell'hip hop, la trap, che diviene popolare con artisti come Kodak Black, Travis Scott e Migos; tuttavia vi sono molte discussioni riguardo al fatto che la trap abbia collegamenti diretti con l'hip hop, dal momento che spesso sono gli stessi artisti del nuovo genere musicale a definirsi estranei alla cultura hip hop e al rap in generale (oltre al fatto che gli artisti trap rivendicano orgogliosamente di non voler sapere nulla circa le radici del movimento hip hop e della musica rap).

## Origine del termine
La creazione del termine hip hop è spesso attribuita a Keith Cowboy, rapper con i Grandmaster Flash and the Furious Five. Tuttavia, Lovebug Starski, Keith Cowboy e DJ Hollywood hanno usato il termine quando la musica era ancora conosciuta come disco rap. Si crede che Cowboy abbia inventato il termine mentre prendeva in giro un amico che si era appena unito all'esercito degli Stati Uniti, dallo scat delle parole «hip / hop / hip / hop» in un modo che imitava la cadenza ritmica dei soldati in marcia. Cowboy in seguito ha lavorato con la cadenza «hip hop» in una parte delle sue esibizioni, che è stata rapidamente utilizzata anche da altri artisti come i Sugarhill Gang in Rapper's Delight. Il fondatore della Universal Zulu Nation, Afrika Bambaataa è accreditato per essere stato il primo a usare il termine per descrivere la sottocultura a cui la musica apparteneva; anche se è stato suggerito che era un termine dispregiativo per descrivere il tipo di musica. Il primo uso del termine nella carta stampata è ad opera di Steven Hager, autore musicale di The Village Voice, che in seguito ha scritto una storia sull'hip hop nel 1984.

## Anni settanta

### Origini

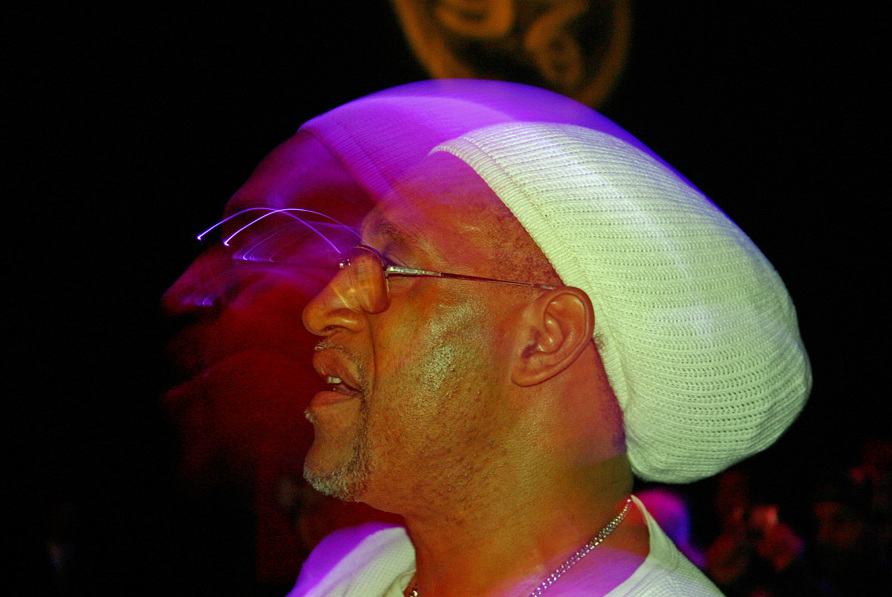
DJ Kool Herc è ritenuto tra i primi DJ e artisti hip hop

L'hip hop come musica e movimento culturale si forma durante gli anni settanta a New York dallo scambio multiculturale tra giovani afro-americani provenienti dagli Stati Uniti d'America e giovani immigrati e figli di immigrati provenienti da paesi dei Caraibi. La musica hip hop nei suoi primi anni è descritta come uno sbocco e una voce per i giovani emarginati dei contesti sociali in povertà del ghetto (e in generale delle aree a basso reddito economico), poiché questa rifletteva perfettamente la società, i mezzi economici e le realtà politiche della loro vita. Molte delle persone che hanno contribuito alla creazione della cultura hip hop, tra cui DJ Kool Herc, DJ Disco Wiz, Grandmaster Flash e Afrika Bambaataa erano di origini latinoamericane o caraibiche. È difficile individuare le esatte influenze musicali che hanno maggiormente influenzato il suono e la cultura dell'hip hop delle origini a causa della natura multiculturale di New York. I pionieri del genere furono influenzati dal mix musicale della propria cultura e di quelle a cui erano esposti nella diversità della Grande Mela. 
Durante gli anni novanta, New York ha sperimentato una forte influenza hip hop giamaicana, favorita da una grande immigrazione e dalla gioventù giamaicana di origine americana già residente, che stava diventando maggiorenne in quegli anni.
Negli anni settanta, i block party erano sempre più popolari a New York, in particolare tra i giovani afroamericani, caraibici e latini residenti nel Bronx. I block party hanno inserito i DJ, che hanno suonato generi di musica in voga in quel periodo, in particolare musica funk e soul. Grazie alla ricezione positiva da parte del pubblico, i DJ hanno iniziato a isolare i break percussivi delle canzoni popolari. Questa tecnica era comune nella musica dub giamaicana, e fu largamente introdotta a New York da immigranti dei Caraibi, incluso DJ Kool Herc, uno dei pionieri dell'hip hop.
Poiché le pause percussive nei dischi funk, soul e disco erano generalmente brevi, Herc e altri DJ hanno iniziato a utilizzare due giradischi per estendere le pause. Herc ha creato il progetto per la musica e la cultura hip hop sviluppando la tradizione giamaicana del toasting improvvisato, un tipo parlato di poesia presuntuosa e discorsi sulla musica. L'11 agosto 1973, DJ Kool Herc è stato il DJ alla festa di ritorno a scuola di sua sorella. Ha esteso il ritmo di un disco usando due giradischi, isolando le "pause" della percussione usando un mixer per passare da un disco all'altro. Gli esperimenti di Herc nel fare musica con i giradischi sono diventati ciò che ora conosciamo come breaking o scratching. Herc sviluppò le sue tecniche anche sul deejaying break-beat, dove i break delle canzoni funk – la parte più adatta alla danza, di solito basata dalle percussioni – erano isolati e ripetuti per le feste di ballo notturne. Questa forma di riproduzione musicale, utilizzando hard funk e rock, ha costituito la base della musica hip hop. La comunicazione di Campbell coi ballerini avrebbe portato all'accompagnato vocale sincopato e in rima, ora noto come rapping. Ha soprannominato i suoi ballerini "break-boys" e "break-girls" o semplicemente b-boys e b-girls. Secondo Herc, breaking era anche uno slang di strada per "emozionarsi" e "agire energicamente".
Un secondo elemento musicale chiave nella musica hip hop è l'emceeing (anche chiamato MCing o rapping). L'emceeing è la consegna ritmica e parlata di rime e giochi di parole, consegnata all'inizio senza accompagnamento e successivamente eseguita sopra un beat. Questo stile parlato fu influenzato dallo stile afroamericano del capping, una performance in cui gli uomini cercavano di superarsi l'un l'altro nell'originalità della loro lingua e cercavano di ottenere il favore degli ascoltatori. Gli elementi di base di queste esibizioni hip-hop rappate, le "posse" (gruppi) rivali, i "buttafuori" dei quartieri alti e i commenti politici e sociali – erano tutti presenti nella musica afroamericana. Gli artisti che si esibivano nell'MCing e nel rapping si sono spostati avanti e indietro tra la predominanza di canzoni "toasting" piene di vanto, negligenza e allusioni sessuali e uno stile più attuale, politico e socialmente consapevole. Il ruolo dell'MC originariamente era quello di un Master of Ceremonies per un DJ in un evento di danza: l'MC era solito introdurre il DJ e cercare di scaldare il pubblico, parlando tra le canzoni dei DJ ed esortando tutti ad alzarsi e a ballare, oltre a raccontare barzellette e usare il proprio linguaggio energico e il proprio entusiasmo per scaldare la folla. Alla fine, questo ruolo introduttivo si sviluppò in sessioni più lunghe di giochi di parole, ritmiche parlate e rime, che diventarono rapping.
Nel 1979 la musica hip hop stava cominciando a diventare un genere mainstream; negli anni ottanta il rap era ormai diventato molto popolare non solo negli USA, ma anche in Europa, e soprattutto il suo ascolto non era più limitato alla gente di colore, ma aveva pesantemente fatto breccia anche tra il pubblico dei bianchi (per raggiungere questo traguardo fu decisiva la comparsa sulla scena dei Beastie Boys); si diffonderà definitivamente in tutto il mondo negli anni novanta con la nascita del controverso gangsta rap.

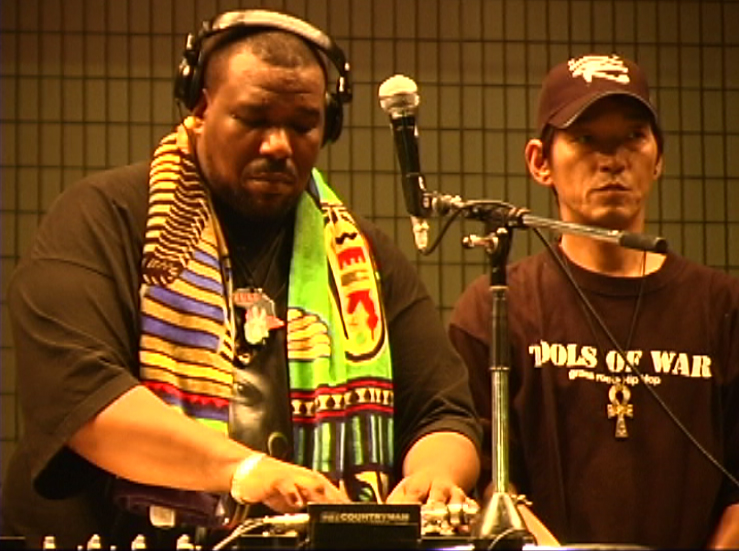
Afrika Bambaataa con DJ Yutaka della Universal Zulu Nation nel 2004

DJ come Grand Wizzard Theodore, DJ Grandmaster Flash e Jazzy Jay hanno perfezionato e sviluppato l'uso di breakbeat, tra cui il cutting e lo scratching. L'approccio utilizzato da Herc fu presto largamente copiato e, alla fine degli anni settanta, i DJ pubblicarono dischi da 12 pollici in cui avrebbero rappato a ritmo. Tra i brani più famosi c'erano The Breaks di Kurtis Blow e Rapper's Delight della Sugarhill Gang.
Herc e altri DJ collegavano le loro apparecchiature alle linee elettriche e si esibivano in luoghi come i campi da basket pubblici e al 1520 di Sedgwick Avenue, Bronx, New York, oggi divenuto ufficialmente un edificio storico. L'apparecchiatura consisteva di numerosi altoparlanti, giradischi e uno o più microfoni. Usando questa tecnica, i DJ potevano creare una varietà di musica, ma secondo Rap Attack di David Toop: «al suo peggio la tecnica poteva trasformare la notte in una canzone infinita e inevitabilmente noiosa». KC The Prince of Soul, un rapper-paroliere, è spesso considerato il primo paroliere del rap a definirsi un «MC».
Le bande di strada erano prevalenti nella povertà del South Bronx e gran parte dei graffiti, dei rapping e dei b-boying in queste zone erano tutte variazioni artistiche sulla competizione e l'unicità delle gang di strada. Sentendo che gli impulsi spesso violenti dei membri di una banda potevano essere trasformati in quelli creativi, Afrika Bambaataa fondò la Zulu Nation, una larga confederazione di crew di street dance, artisti di graffiti e musicisti rap. Alla fine degli anni settanta, la cultura aveva attirato l'attenzione dei media, con la rivista Billboard che pubblicava un articolo dal titolo "B Beats Bombarding Bronx", commentando il fenomeno locale e citando figure influenti come Kool Herc. Il blackout di New York del 1977 ha visto diffusi saccheggi, incendi dolosi e altri disordini in tutta la città, specialmente nel Bronx, dove un certo numero di saccheggiatori ha rubato attrezzature per DJ dai negozi di elettronica. Di conseguenza, il genere hip hop, a malapena conosciuto al di fuori del Bronx all'epoca, è cresciuto a un ritmo sorprendente dal 1977 in poi.
Le feste in casa di DJ Kool Herc guadagnarono sempre maggiore popolarità, e perciò in seguito furono spostate in luoghi all'esterno per ospitare più persone. Grazie alle esibizioni nei parchi, questi party all'aperto divenirono un mezzo di espressione e di realizzazione personale per i giovani del ghetto, perché «invece di mettersi nei guai per le strade, gli adolescenti ora avevano un posto dove spendere la loro energia repressa». Tony Tone, membro dei Cold Crush Brothers, ha dichiarato che «l'hip hop ha salvato molte vite». Per i giovani del centro città, la partecipazione alla cultura hip hop è diventata un modo per affrontare le difficoltà della vita come minoranze in America e uno sbocco per affrontare il rischio di violenza e l'ascesa della cultura delle bande. MC Kid Lucky afferma che «la gente ballava contro l'altro invece di combattere». Ispirato da DJ Kool Herc, Afrika Bambaataa fondò un'organizzazione di strada incentrata sul movimento hip hop chiamata Universal Zulu Nation, come mezzo per attirare gli adolescenti fuori dalla vita di gang, dalla droga e dalla violenza.
Il contenuto lirico di molti dei primi gruppi di rap è stato incentrato su questioni sociali, in particolare nella canzone The Message di Grandmaster Flash and the Furious Five (1982), che denunciava le realtà della vita nelle case popolari. «I giovani neri americani che escono dal movimento per i diritti civili, hanno usato la cultura hip hop negli anni ottanta e novanta per mostrare i limiti del movimento hip hop.»
L'hip hop ha dato voce ai giovani afroamericani per far sentire le loro questioni; «Come il rock-and-roll, l'hip hop è fortemente osteggiato dai conservatori perché romanticizza la violenza, la violazione della legge e le bande.» Ha anche dato alle persone una possibilità di guadagno finanziario «riducendo il resto del mondo ai consumatori delle sue preoccupazioni sociali.»
Verso la fine del 1979, Debbie Harry dei Blondie portò Nile Rodgers degli Chic a un tale evento, poiché la principale colonna sonora utilizzata era il break di Good Times degli Chic. Il nuovo stile influenzò Harry, e il successivo singolo di Blondie del 1981 Rapture divenne il primo singolo contenente elementi hip hop di un gruppo o artista bianco a colpire il numero uno sulla Billboard Hot 100 degli Stati Uniti – la canzone stessa di solito è considerata new wave e fonde pesanti elementi di musica pop, ma c'è un rap esteso di Harry verso la fine.

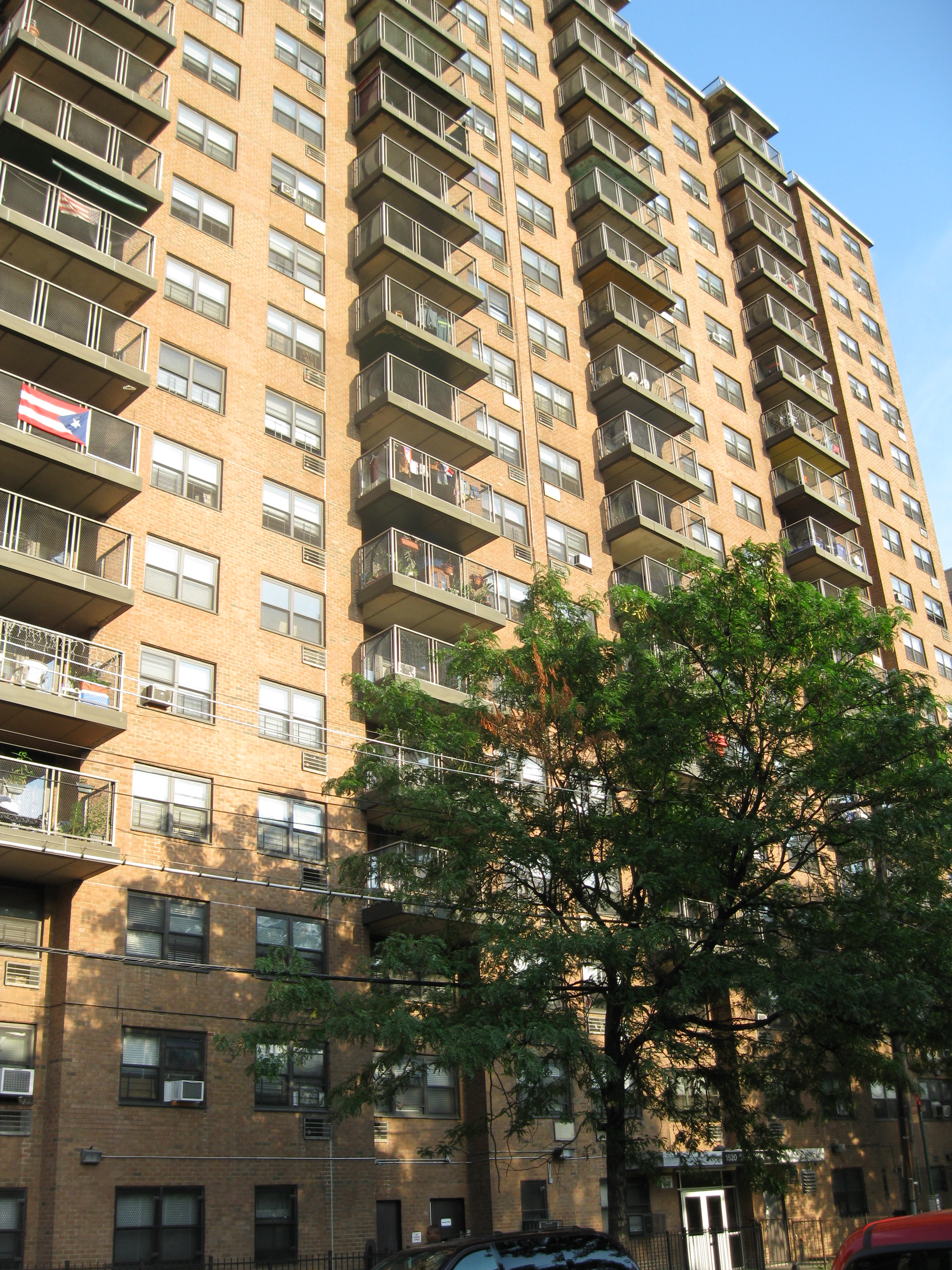
1520 Sedgwick Avenue, Bronx, luogo usato da Kool Herc che è spesso considerato quello di nascita per l'hip hop nel 1973

Anche la prima evoluzione dell'hip hop in una forma distinta dall'R&B, non a caso, avvenne nel periodo in cui la tecnologia di campionamento e le drum machine divennero ampiamente disponibili al pubblico a un costo accessibile al consumatore medio, non solo agli studi professionali. Le Drum-machine e i campionatori sono stati combinati in macchine che sono diventate note come MPC o "Music Production Centres", primi esempi dei quali includevano il Linn 9000. Il primo campionatore che è stato ampiamente adottato per creare questo nuovo tipo di musica è stato il Mellotron utilizzato in combinazione con la drum machine TR-808. L'AKAI ha fatto seguito al Mellotron e al Linn 9000 alla fine degli anni ottanta.
Le tecniche di turntablist – come lo "scratching" ritmico (spingendo avanti e indietro un disco mentre la puntina è nel groove per creare nuovi suoni ed effetti sonori, un approccio attribuito a Grand Wizzard Theodore), beat mixing e/o beatmatching e beat juggling – sviluppati eventualmente assieme ai break delle percussioni, creavano un accompagnamento musicale o base che sarebbe potuta essere rapportato coerentemente ai giochi di parole. Inoltre, l'arte del toasting giamaicano, uno stile di parlare o cantare con un microfono, spesso in uno stile vanaglorioso, mentre i beat suonano su un sound system, ha avuto un'influenza importante sullo sviluppo della musica hip hop. Il toasting è un'altra influenza trovata nelle musica dub giamaicana.
Il pugile Muhammad Ali, in qualità di influente celebrità afroamericana, aveva un'ampia copertura mediatica. Ali ha influenzato diversi elementi della musica hip hop. Sia sul ring di pugilato sia nelle interviste ai media, negli anni sessanta divenne famoso come "imitatore di rima". Ali ha usato una "consegna funky" per i suoi commenti, che includevano "vanti, trash-talk comica, [e] la serie di infinite citazioni". Secondo Rolling Stone, le sue «abilità freestyle» (un riferimento a un tipo di improvvisazione vocale in cui i testi vengono recitati senza particolari soggetti o struttura) e le sue «rime, flusso e vanteria» sarebbero "un giorno diventati tipici degli MC della old school" come Run-DMC e LL Cool J, quest'ultimo citando Ali come influenza. La musica hip hop nella sua infanzia è stata descritta come uno sbocco e una voce per i giovani diseredati delle aree economiche a basso reddito ed emarginate, in quanto la cultura hip hop riflette le realtà sociali, economiche e politiche della loro vita.

### Introduzione e nascita del rapping
Il rapping, noto anche come MCing o emceeing, è uno stile vocale in cui l'artista parla liricamente e ritmicamente, in rima e in versi, in genere sopra a una base strumentale o sintetizzato. Le rapper femminili apparvero sulla scena tra la fine degli anni settanta e l'inizio degli anni ottanta (agli inizi l'ambiente rap veniva considerato quasi un'esclusiva maschile); l'artista del Bronx MC Sha Rock, membro dei Funky Four Plus One, viene accreditata come la prima MC femminile.|titolo=I rapper possono scrivere, memorizzare o improvvisare i loro testi ed eseguire i loro lavori [[a cappella}}]] o a ritmo. Il Beat, quasi sempre metricamente in 4/4, può essere creato campionando e/o sequenziando parti di altre canzoni da un produttore. Le musiche incorporano anche sintetizzatori, drum machine e gruppi dal vivo. Già in molte canzoni di artisti Funk degli anni settanta, quali George Clinton, Bootsy Collins, Captain Sky, Sly & the Family Stone, Jimmy Castor Bunch, Harvey Scales, Oliver Cheatham ed altri, nonché in vari brani di James Brown (considerato per certi versi una sorta di anticipatore del genere) sono presenti primi elementi di rap. La musica precede l'introduzione del rapping nella cultura hip hop (all'inizio infatti il rap veniva quasi esclusivamente elaborato su basi di pezzi Funk, Soul e Disco mixati dai deejay); storicamente comunque per la maggior parte del tempo la musica hip hop è stata accompagnata da voci rap, sia agli albori del genere che nel periodo dell'electro hip hop (servono da esempio le opere di Warp 9, Rock Steady Crew, Captain Rock, Alex & The City Crew, MARRS, Mantronix ed altri), che nelle fasi successive; la voce rap è però assente in molti brani della new school hip hop (come Hip Hop, Be Bop (Don't Stop) di Man Parrish, Chinese Arithmetic di Eric B. & Rakim (1987), Al-Naafiysh (The Soul) e We're Rocking the Planet di Hashim e Destination Earth di Newcleus, solo per citarne alcuni).
Le radici del rapping si trovano nella musica afro-americana e in definitiva nella musica africana, in particolare quella dei griot della cultura dell'Africa occidentale. Le tradizioni afroamericane dei giochi di parole, dei dozens e della poesia jazz influenzano la musica hip hop, così come i modelli di "chiamata e risposta" delle cerimonie religiose africane e afroamericane. I primi disc jockey popolari nel periodo della black appeal radio hanno iniziato a diffondersi trasmettendo queste tecniche sotto i discorsi scherzosi dell'era swing post-seconda guerra mondiale, ossia tra la fine degli anni quaranta e gli anni cinquanta. DJ Nat D. era l'MC in uno dei luoghi più spietati per ogni aspirante musicista che cerca di entrare nel mondo dello spettacolo, all'Amateur Night al Palace Theatre in Beale Street, Memphis, Tennessee. Lì fu l'MC tra il 1935 e il 1947 assieme al suo artista di supporto, DJ Rufus Thomas. Fu lì che perfezionò le dozens, ovvero i giochi di parole e il discorso scherzoso e politicamente scorretto rivolto al pubblico (elemento che sarebbe divenuto il suo cavallo di battaglia quando divenne il primo annunciatore radiofonico nero in onda a sud della linea Mason-Dixon).
Il jive ha reso popolare la black appeal radio, era il linguaggio della gioventù nera, i doppi sensi e il gioco di parole leggermente osceno erano una manna dal cielo per le radio, rivitalizzando in questo modo gli indici d'ascolto nei mercati commerciali delle pubblicità che stavano perdendo quote di spettatori e lanciando il nuovo formato del R&B con gli annunciatori afroamericani. Nello stesso periodo, anche DJ quali Al Benson di Chicago, Doctor Hep Cat di Austin e Jockey Jack di Atlanta parlavano con lo stesso stile di rima e con una cadenza carica di stile rap.
Una volta che le stazioni di proprietà bianca hanno realizzato che i nuovi arrivati stavano afferrando la loro quota di mercato e che la Big Band e lo swing jazz non erano più "alla moda", alcuni DJ bianchi emulavano il "mormorio" southern e i discorsi jive, lasciando che anche il pubblico pensasse che anche loro erano afroamericani, interpretando il blues e il bebop.
John R. Richbourg, un deejay radiofonico famoso negli Stati Uniti durante gli anni cinquanta e sessanta, aveva un accento del sud; tuttavia gli ascoltatori del programma R&B della WLAC di Nashville non erano mai stati informati che non fosse un DJ afroamericano (come allo stesso modo lo erano altri DJ bianchi della stazione). Le rime del Dr. Hep Cat sono state pubblicate in un dizionario di jive talk, The Jives of Dr. Hepcat, nel 1953. Jockey Jack è il noto Jack the Rapper della famosa Family Affair, dopo la sua convention radiofonica che era un must per ogni artista rap negli anni ottanta e novanta. Questi rapper dei discorsi jive del formato radio black appeal degli anni cinquanta erano la fonte e l'ispirazione del cantante soul James Brown e di artisti musicali "comici" come Rudy Ray Moore, Pigmeat Markham e Blowfly che sono spesso considerati tra i "padrini" della musica hip hop. All'interno di New York, le esibizioni di poesie e musica di artisti come The Last Poets, Gil Scott-Heron e Jalal Mansur Nuriddin hanno avuto un impatto significativo sulla cultura dell'era post-diritti civili degli anni sessanta e settanta e quindi sull'ambiente sociale in cui è stata creata la musica hip-hop.

### Origini giamaicane dei sound system all'aperto
L'hip hop come musica e cultura si è formata negli anni settanta a New York City dallo scambio multiculturale tra giovani afroamericani provenienti dagli Stati Uniti e giovani immigrati e figli di immigrati provenienti da paesi dei Caraibi. Quelli che in seguito sarebbero stati definiti come block party negli Stati Uniti erano fin dagli anni cinquanta una realtà in tutta la Giamaica, poiché gli MC (chiamati DJ in Giamaica) parlavano e rappavano su dischi sui sound system nelle feste almeno dal 1949.
DJ Kool Herc e Coke La Rock hanno influenzato lo stile vocale del rapping offrendo versi di poesia semplici su break di musica funk, dopo che gli spettatori hanno mostrato scarso interesse nei loro precedenti tentativi di integrare il toasting reggae nei set musicali. DJ ed MC spesso aggiungevano i cori di "chiamata e risposta", sovente costituiti da un coro di base per consentire al performer di elaborare i propri pensieri (ad esempio "one, two, three, y'all, to the beat"). In seguito, gli MC sono diventati più vari nella loro consegna vocale e ritmica, inserendo brevi rime, spesso a tema sessuale o scatologico, nel tentativo di differenziarsi o di intrattenere il pubblico. Questi primi rap incorporavano le dozens, prodotto della cultura afroamericana. Kool Herc and the Herculoids furono il primo gruppo hip hop a ottenere il riconoscimento a New York, ma il numero di squadre di MC aumentò nel tempo.

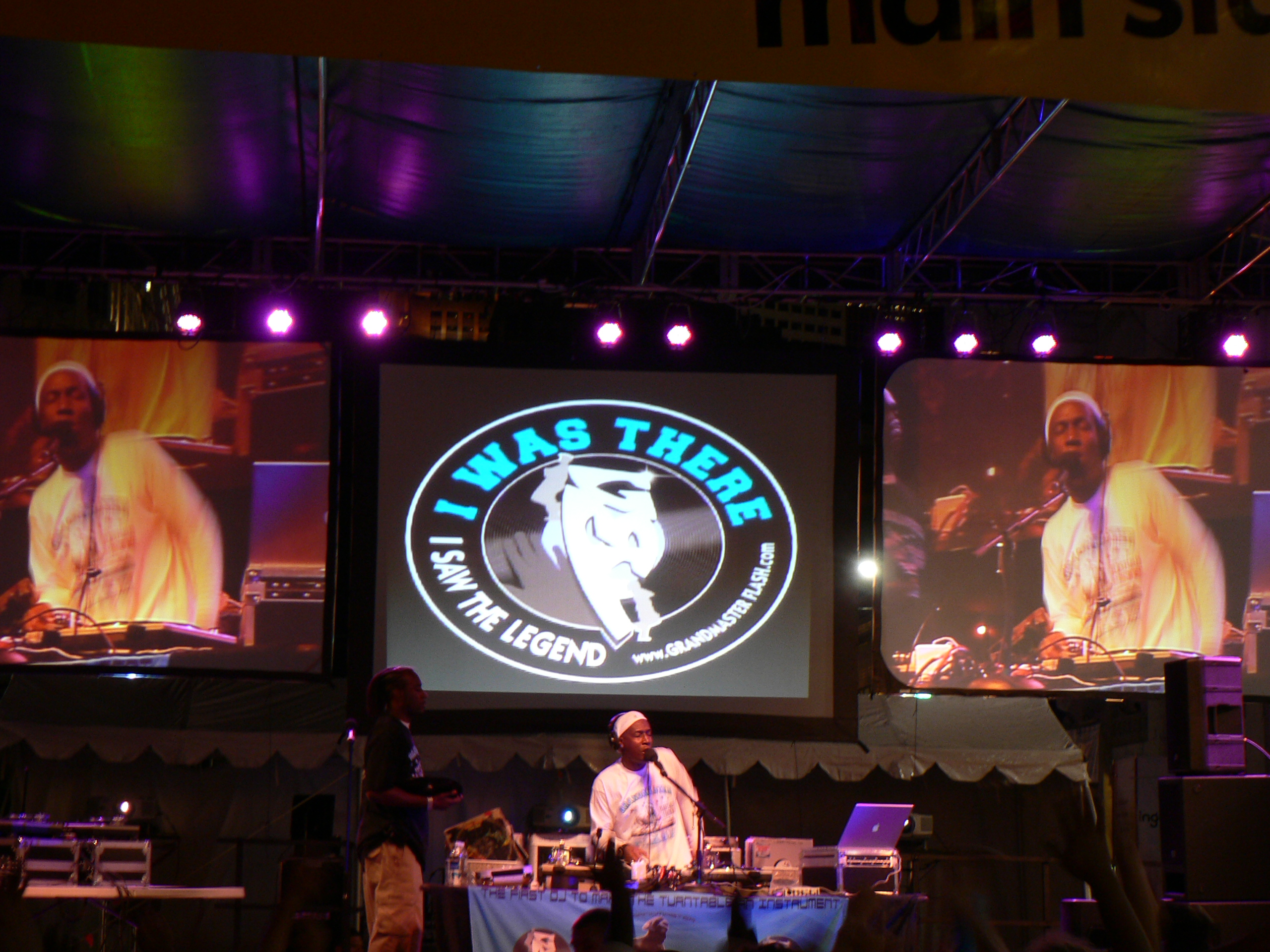
Grandmaster Flash

Molte volte queste formazioni erano collaborazioni tra ex membri di bande, come la Zulu Nation di Afrikaa Bambaataa, ora divenuta un'organizzazione internazionale. Melle Mel, rapper con i Furious Five, è spesso considerato come il primo paroliere del rap a definirsi un MC. Durante i primi anni settanta, i b-boying nacquero durante i block party, quando b-boys e b-girls si misero davanti al pubblico per ballare in uno stile distintivo e frenetico. Lo stile è stato documentato per la pubblicazione a livello mondiale per la prima volta in documentari e film quali Style Wars, Wild Style e Beat Street. Il termine b-boy (break boy) è stato coniato da DJ Kool Herc per descrivere le persone che avrebbero aspettato il break della canzone, arrivando di fronte al pubblico per danzare in uno stile distintivo e frenetico.
Sebbene ci fossero molti primi MC che registrarono progetti solisti degni di nota, come DJ Hollywood, Kurtis Blow e Spoonie Gee, la frequenza di artisti solisti non aumentò fino all'ascesa di solisti con presenza scenica e teatrali, come LL Cool J. La maggior parte del primo hip hop era dominata da gruppi in cui la collaborazione tra i membri era parte integrante dello spettacolo. Un esempio potrebbe essere il primo gruppo hip hop Funky Four Plus One, che ha suonato in questo modo nel Saturday Night Live del 1981.

### La transizione alla registrazione

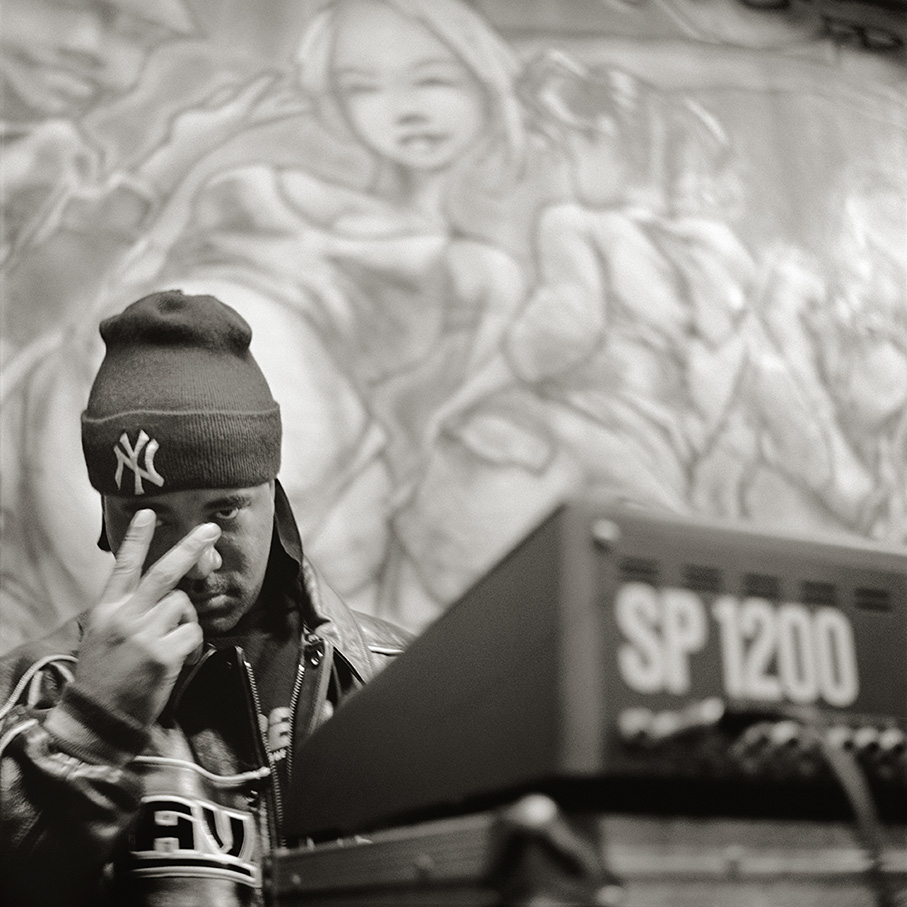
DJ Marley Marl

La prima musica hip hop veniva eseguita dal vivo, in occasione di feste in casa e dei block party e non era registrata. Prima del 1979, le uniche incisioni di musica rap consistevano in registrazioni di soundboard del sistema PA di spettacoli di party dal vivo, e nei primi mixtape prodotti dai DJ. Il portoricano DJ Disco Wiz è considerato come il primo DJ nell'hip hop a creare una registrazione mixed plate (o mixed dub) quando, nel 1977, combinò suoni, effetti speciali e beat interrotti per produrre tecnicamente una registrazione sonora. Rapper's Delight della Sugarhill Gang è solitamente considerata la prima registrazione hip hop; tuttavia, molti esperti del genere contestano questa affermazione poiché considerano King Tim III (Personality Jock) della The Fatback Band, pubblicata il 25 marzo 1979 (ovvero diversi mesi prima di Rapper's Delight, ufficialmente pubblicata il 16 settembre 1979) la prima registrazione rap.
All'inizio degli anni ottanta, tutti i principali elementi e le tecniche del genere hip hop erano presenti e, nel 1982, il suono elettronico (electro) era diventato la moda nelle strade e nei club di danza. La stazione radio di New York WKTU presentava Nunk dei Warp 9 in uno spot pubblicitario per promuovere il suono caratteristico dell'hip hop emergente della stazione.
Anche se non ancora mainstream, l'hip hop aveva cominciato a permeare la scena musicale lontano da New York e a diffondersi un po' in tutti gli Stati Uniti. Funk You Up (1979) delle The Sequence è la prima registrazione hip hop di un gruppo femminile e il secondo singolo pubblicato dalla Sugar Hill Records e vede la collaborazione dell'artista Angie Stone. Nonostante la crescente popolarità del genere, Filadelfia è stata per molti anni l'unica città i cui contributi potrebbero essere comparati a quelli di New York. La musica hip hop divenne popolare a Philadelphia alla fine degli anni settanta. Il New York Times aveva soprannominato Philadelphia come la "capitale del Mondo dei Graffiti" nel 1971. Lady B, DJ nativa di Philadelphia, registrò To the Beat Y'All nel 1979 e divenne la prima artista hip hop solista a registrare musica. Schoolly D, a partire dal 1984 e anche lui proveniente da Philadelphia, creò quello stile che in seguito sarebbe stato definito gangsta rap.

## Anni ottanta

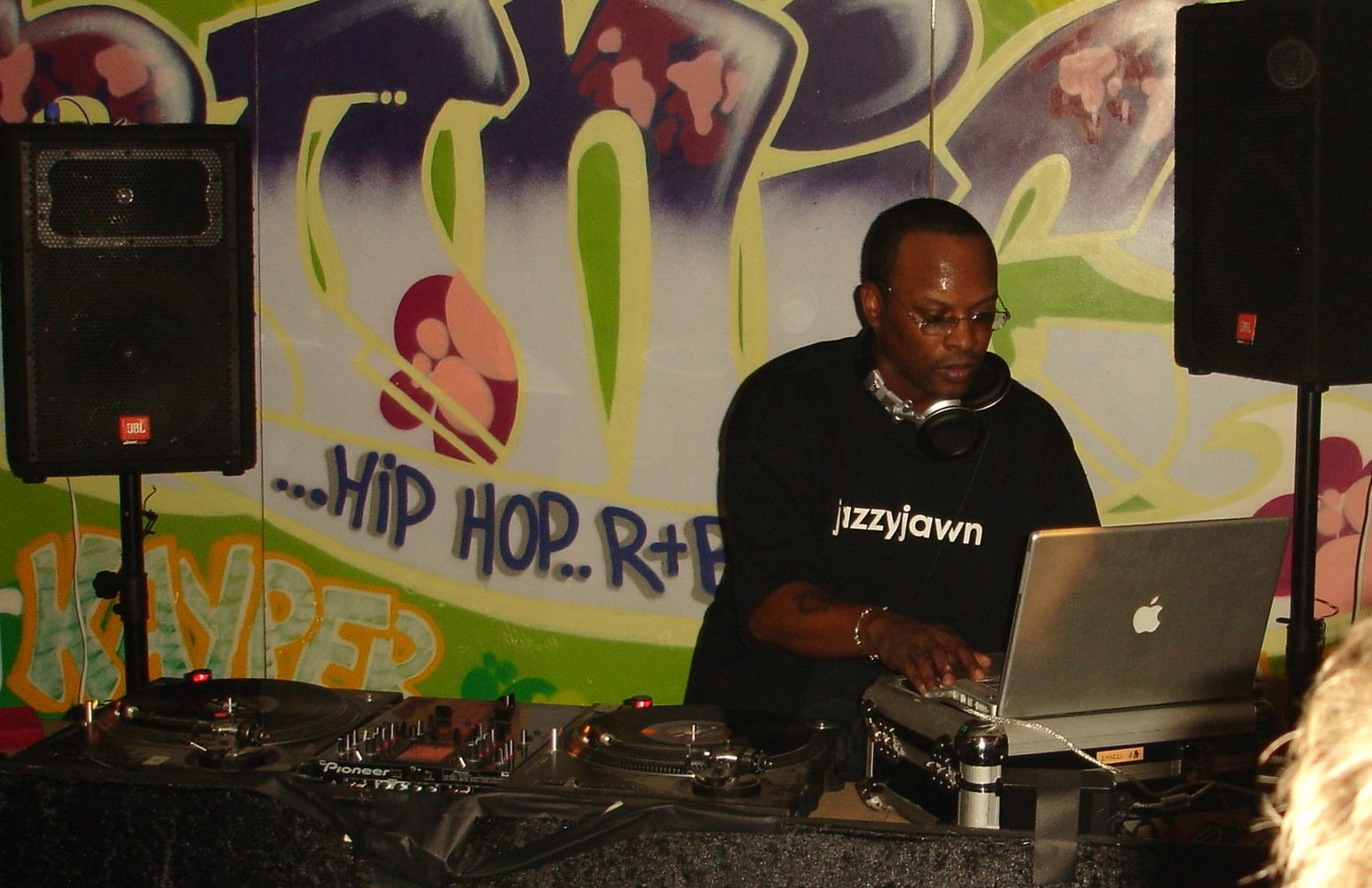
DJ Jazzy Jeff nel 2005

Gli anni ottanta hanno segnato la diversificazione dell'hip hop, in quanto il genere ha sviluppato stili più complessi. New York City divenne un vero e proprio laboratorio per la creazione di nuovi suoni hip hop. Primi esempi del processo di diversificazione possono essere ascoltati in brani come The Adventures of Grandmaster Flash on the Wheels of Steel di Grandmaster Flash (1981), un singolo composto interamente da brani campionati e da Planet Rock di Afrika Bambaataa (1982), Nunk dei Warp 9 (1982) e Wot di Captain sensible (1982), che significava la fusione della musica hip hop con l'electro. Inoltre, Beat Bop (1983) di Rammellzee & K-Rob era una "jam slow" che aveva un'influenza dub con l'uso del riverbero e dell'eco come texture e effetti sonori divertenti. Light Years Away dei Warp 9 (1983) è descritto come «una pietra miliare dei primi anni ottanta sull'afrofuturismo beatbox» dal giornale britannico The Guardian, il brano ha introdotto il commento sociale da una prospettiva fantascientifica. Negli anni settanta, la musica hip hop usava tipicamente campioni dal funk e successivamente, dalla disco. La metà degli anni ottanta segnò un cambio di paradigma nello sviluppo dell'hip hop, con l'introduzione di campioni dalla musica rock, come dimostrato negli album King of Rock dei Run DMC (1985) e Licensed to Ill dei Beastie Boys (1986). L'hip hop prima di questo momento è nominato come old school hip hop.
La proliferazione di dischi elettro hip hop e hip hop nei primi anni ottanta può essere attribuita alle nuove capacità di beat-making che la nuova drum machine Roland TR-808 ha fornito a beatmaker e produttori. Colpendo il mercato nel 1980, divenne la drum machine preferita per la sua convenienza e il carattere unico dei suoi suoni di batteria analogici e sintetizzati, in particolare il suono della sua cassa, che aveva un suono profondo e solido nei sistemi di club PA. La nuova generazione di drum machine come la 808 e la Oberheim DMX erano una caratteristica distintiva di molte canzoni degli anni ottanta, consentendo alle case discografiche di produrre rapidamente nuovi dischi elettro ed elettro hip hop per soddisfare la forte domanda in strada. Anche negli anni duemila dieci, il suono della grancassa 808 è utilizzato dai produttori di hip hop.

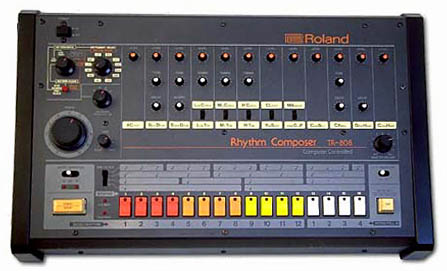
LA Roland TR-808, drum machine influente nella musica hip hop. Spesso nominata solo "808", è stata prodotta dal 1980 al 1984, tuttavia alcuni produttori la usano ancora oggi.

Nel tempo la tecnologia di campionamento è diventata più avanzata. Tuttavia, i primi produttori come Marley Marl usavano le drum machine per costruire i loro beat da piccoli estratti di altri beat in sincronizzazione, nel suo caso, attivando tre unità di delay di campionamento Korg attraverso un Roland 808. Successivamente, i campionatori come l'E-mu SP-1200 hanno permesso non solo più memoria ma anche più flessibilità per la produzione creativa. Ciò ha permesso la filtrazione e la stratificazione di diversi brani, con la possibilità di riordinarli in un unico pezzo. Con l'emergere di una nuova generazione di campionatori come l'AKAI S900 alla fine degli anni ottanta, i produttori non dovevano più creare loop di nastro complessi e dispendiosi in termini di tempo. Il primo album dei Public Enemy è stato creato con l'aiuto di loop di grandi dimensioni. Il processo di creare un break in un breakbeat ora è diventato più comune con un campionatore, ora facendo il lavoro che finora era stato fatto manualmente dai DJ usando i giradischi. Nel 1989, DJ Mark James, con il soprannome "45 King", pubblicò The 900 Number, un brano breakbeat creato sincronizzando campionatori e dischi in vinile.
Anche il contenuto lirico e l'accompagnamento strumentale dell'hip hop si sono sviluppati. I primi stili lirici del 1970, che tendevano a essere ricchi di cliché, furono gradualmente sostituiti con testi più metaforici che esploravano una maggiore gamma di argomenti. Di pari passo con i testi, l'accompagnamento strumentale diventava più complesso e multistrato. Artisti come Melle Mel, Rakim, Chuck D, KRS-One e Warp 9 hanno rivoluzionato l'hip hop trasformandolo in una forma d'arte più matura, con arrangiamenti sofisticati, spesso caratterizzati da «bellissime trame e strati multipli». L'influente singolo The Message (1982) di Grandmaster Flash and the Furious Five è ampiamente considerato la forza pionieristica del conscious hip hop.
Le etichette discografiche indipendenti come Tommy Boy, Prism Records e Profile Records hanno riscosso successo proprio nei primi anni ottanta, pubblicando dischi a un ritmo molto elevato in risposta alla domanda generata dalle stazioni radio locali e dai DJ dei club. In quel periodo, la musica elettronica e quella rap sono state catalizzatrici che hanno scatenato il movimento hip hop, guidato da artisti come Cybotron, Hashim, Afrika Bambaataa, Planet Patrol, Newcleus e Warp 9. Nella scena di registrazione di New York City, gli artisti hanno collaborato con produttori/autori quali Arthur Baker, John Robie, Lotti Golden e Richard Scher, scambiando idee che hanno contribuito allo sviluppo del genere. L'apparizione di Kurtis Blow in uno spot della Sprite ha segnato il primo musicista hip hop a fare uno spot per un prodotto importante. Le canzoni del 1981 Rapture di Blondie e Christmas Wrapping del gruppo new wave The Waitresses furono tra le prime canzoni pop ad utilizzare il rap. Nel 1982, Afrika Bambaataa introdusse l'hip hop al pubblico internazionale con Planet Rock.
Fino agli anni ottanta, la musica hip hop era in gran parte limitata nel contesto degli Stati Uniti. Col passare degli anni iniziò la sua diffusione nel resto del mondo e divenne parte della scena musicale in decine di nazioni. Greg Wilson è stato il primo DJ a introdurre l'elettro hip hop al pubblico nei club del Regno Unito nei primi anni ottanta, scegliendo per le versioni dub o quelle strumentali delle canzoni Nunk dei Warp 9, ET Boogie di Extra T, Hip Hop, Be Bop (Don't Stop) di Man Parrish, Dirty Talk di Klein + M.B.O. e della già citata Planet Rock.

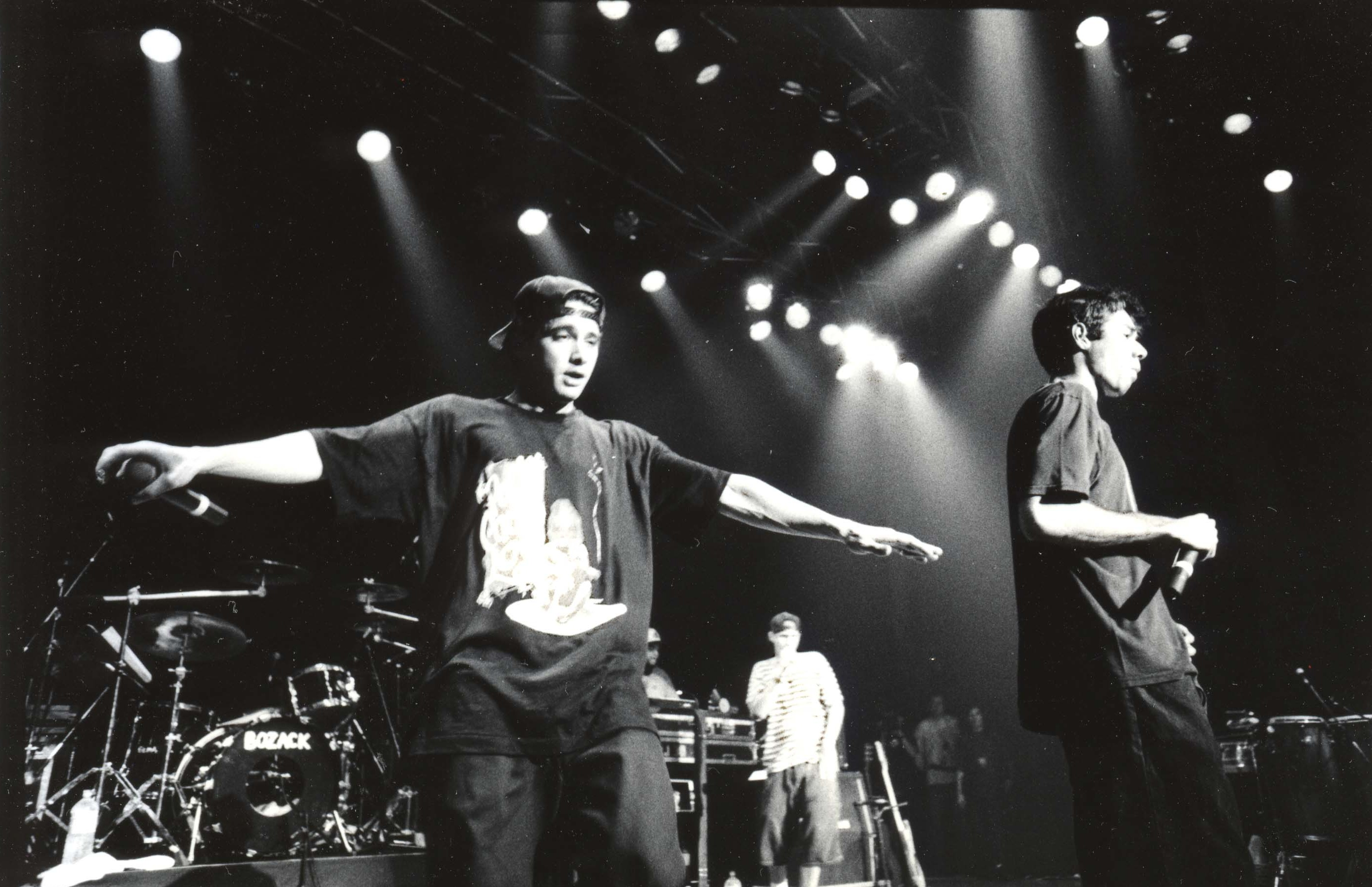
I Beastie Boys nel 1992

Nella prima parte del decennio, i B-boying divennero il primo aspetto della cultura hip hop a raggiungere Giappone, Australia e Sudafrica. In Sudafrica, il collettivo di breakdance Black Noise ha stabilito la pratica prima di iniziare a fare rap nel corso del decennio. Il musicista e presentatore Sidney Duteil è diventato il primo presentatore televisivo nero della Francia con il suo spettacolo H.I.P. H.O.P. che è stato mandato in onda su TF1 nel 1984, una novità assoluta per il genere in tutto il mondo. Sidney è considerato il padre dell'hip hop francese. Radio Nova ha aiutato a lanciare altre star dell'hip hop francese tra cui Dee Nasty, il cui album del 1984 Paname City Rappin' assieme alle raccolte Rapattitude 1 e 2 ha contribuito alla consapevolezza generale dell'hip hop in Francia.
L'hip hop ha sempre mantenuto un rapporto molto stretto con la comunità latina di New York. DJ Disco Wiz e la Rock Steady Crew sono stati tra i primi innovatori da Porto Rico, combinando l'inglese e lo spagnolo nei loro testi. Il gruppo The Mean Machine ha registrato la sua prima canzone sotto l'etichetta Disco Dreams nel 1981, mentre Kid Frost di Los Angeles ha iniziato la sua carriera nel 1982. I Cypress Hill si sono formati nel 1988 nel sobborgo di South Gate, fuori Los Angeles, quando Senen Reyes (nato a L'Avana) e il fratello minore Ulpiano Sergio (Mellow Man Ace) si sono trasferiti da Cuba a South Gate con la famiglia nel 1971. Hanno collaborato con DVX di Queens (New York), Lawrence Muggerud (DJ Muggs) e Louis Freese (B-Real), un messicano/cubano-americano nativo di Los Angeles. Dopo la partenza di "Ace" per iniziare la sua carriera da solista, il gruppo ha adottato il nome di Cypress Hill che prende il nome da una strada che attraversa un quartiere vicino a South Los Angeles.
L'hip hop giapponese sarebbe iniziato quando Hiroshi Fujiwara tornò in Giappone e iniziò a suonare dischi hip hop nei primi anni ottanta. L'hip hop giapponese in genere tende ad essere più direttamente influenzato dall'old school hip hop, prendendo i ritmi orecchiabili dell'epoca, la cultura della danza e la natura generale divertente e spensierata e incorporandola nella loro musica. L'hip hop è diventato uno dei generi musicali mainstream più commercialmente riusciti in Giappone e il confine tra esso e la musica pop è spesso sfocato.

### New school hip hop

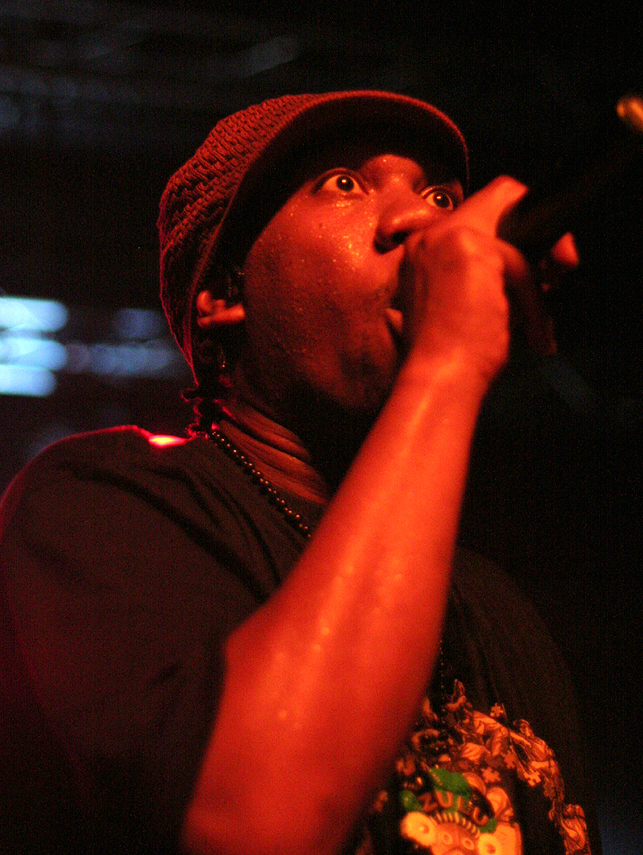
KRS-One è stato uno degli artisti chiave nella new school.

La new school hip hop è stata la seconda ondata di musica hip hop, nata nel 1983-1984 con i primi dischi dei Run-DMC e di LL Cool J. Come per l'hip hop precedente (che in seguito divenne noto come old school hip hop), la new school proveniva prevalentemente da New York City. La new school è stata caratterizzata inizialmente da un minimalismo guidato dalla drum machine, con influenze dalla musica rock.
Era notevole per le provocazioni e le proteste sul rapping e i commenti sociopolitici, entrambi espressi in uno stile aggressivo e auto-assertivo. Nell'immagine come nella canzone, i suoi artisti hanno proiettato un atteggiamento da b-boy duro, di strada, cool. Questi elementi erano in netto contrasto con i gruppi hip hop influenzati dal funk e dalla disco, la cui musica pre-1984 era caratterizzata da successi originali, gruppi dal vivo e sintetizzatori (non tutti gli artisti prima del 1984 avevano questi stili). Gli artisti della new school realizzarono canzoni più brevi che avrebbero potuto ottenere più facilmente la riproduzione radiofonica e produssero album LP più coesi rispetto alle loro controparti della old school. Nel 1986, le loro pubblicazioni iniziarono a stabilire l'album hip hop come un elemento fisso della musica mainstream. La musica hip hop divenne commercialmente vincente, come esemplificato dall'album Licensed to Ill del 1986 dei Beastie Boys, che fu il primo album rap a raggiungere il numero 1 nelle classifiche di Billboard.

### Golden age hip hop

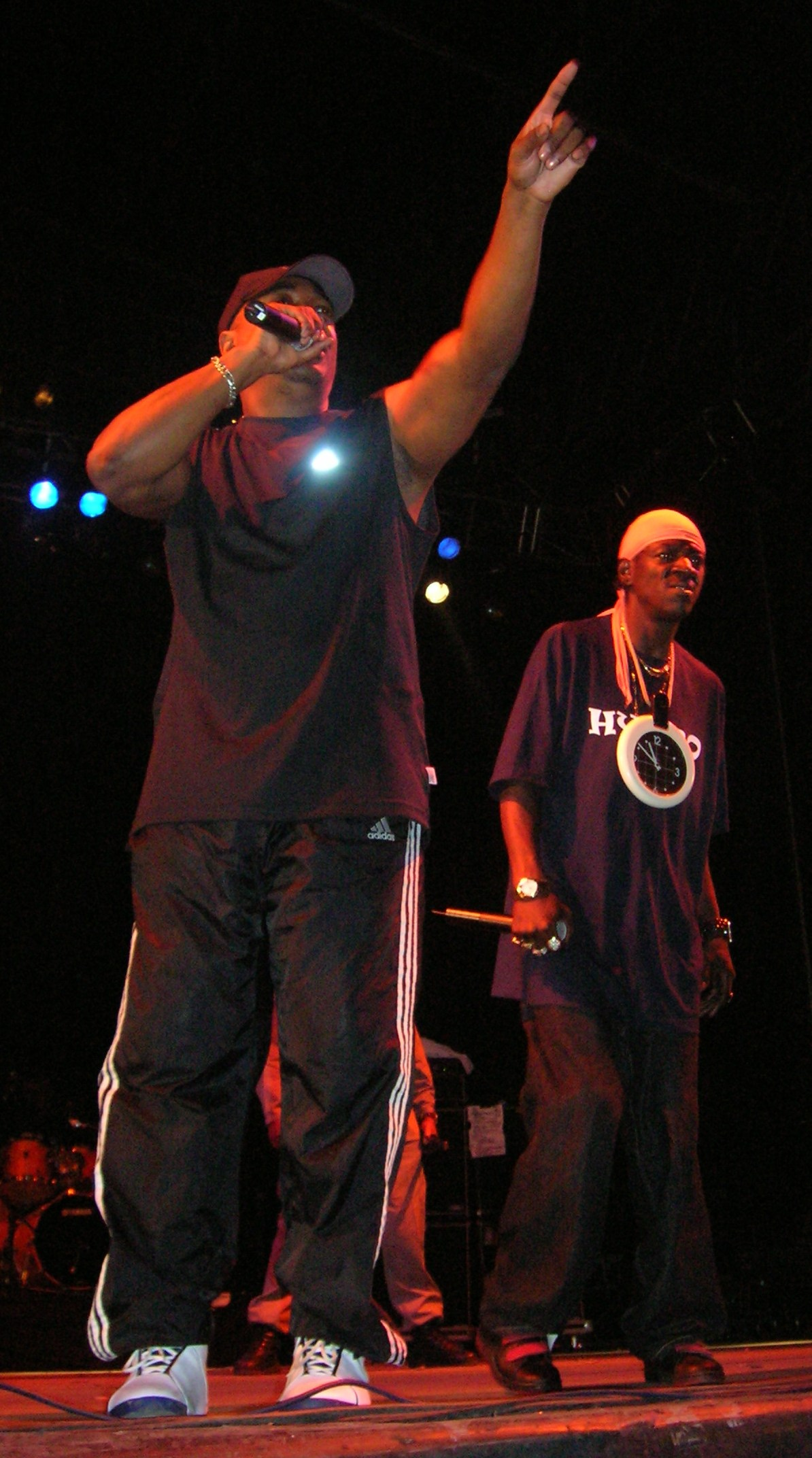
I Public Enemy nel 2006

La golden age dell'hip hop (o golden era) è il nome dato a un periodo dell'hip hop mainstream, prodotto tra la metà degli anni ottanta e l'inizio degli anni novanta, che è caratterizzato da diversità, qualità, innovazione e influenza. C'erano forti temi di afrocentrismo e militanza politica nei testi hip hop dell'età dell'oro. La musica era sperimentale e il campionamento attingeva da fonti eclettiche. C'era spesso una forte influenza jazz nella musica. Gli artisti e i gruppi più spesso associati a questa fase sono Public Enemy, Boogie Down Productions, Eric B. & Rakim, De La Soul, A Tribe Called Quest, Gang Starr, Big Daddy Kane e i Jungle Brothers.
La golden age è nota per la sua innovazione – un periodo «in cui sembrava che ogni nuovo singolo reinventasse il genere», secondo Rolling Stone. Riferendosi all'«hip hop nella sua età dell'oro», il caporedattore di Spin Sia Michel disse «ci sono stati tanti album importanti e innovativi che sono usciti proprio in quel periodo» e Sway Calloway di MTV aggiunse: «la cosa che ha reso così grande quell'epoca è che nulla è stato programmato.» Lo scrittore William Jelani Cobb disse «quello che ha reso quell'epoca degna di essere definitiva "d'oro" è stato il grande numero di innovazioni stilistiche che sono venute alla luce... in questi anni d'oro, una massa critica di talentuosi "mc" stavano letteralmente creando se stessi e la loro forma d'arte allo stesso tempo.» Il periodo di tempo specifico che copre l'età dell'oro varia. Secondo MSNBC, l'età dell'oro dell'hip hop sarebbero gli anni ottanta.

### Gangsta rap e West Coast hip hop
Molti rapper afroamericani – inclusi Ice-T e Sister Souljah – sostengono di essere ingiustamente isolati perché la loro musica riflette profondi cambiamenti nella società che non vengono affrontati da nessun'altra parte nel forum pubblico. I politici e gli artisti bianchi reclamano poiché né capiscono la musica né desiderano sentire cosa succede nelle comunità devastate che hanno dato vita alla forma d'arte.
Il gangsta rap è un sottogenere dell'hip hop che riflette lo stile di vita violento dei giovani neri americani nei centri urbani. Gangsta è una pronuncia non rotica della parola gangster. Il genere è stato sperimentato a metà degli anni ottanta da rapper come Schoolly D e Ice-T, ed è stato reso popolare nella seconda parte degli anni ottanta da gruppi come ad esempio gli N.W.A. Ice-T ha pubblicato 6 in the Mornin', che è spesso considerata la prima canzone gangsta rap, datata 1986. Dopo l'attenzione e le polemiche a livello nazionale attirate tra la fine degli anni ottanta e l'inizio degli anni novanta da Ice-T e N.W.A, il gangsta rap divenne il sottogenere commercialmente più redditizio dell'hip hop.
Gli N.W.A sono il gruppo più frequentemente associato alla fondazione del gangsta rap. I loro testi erano più violenti, apertamente conflittuali e più scioccanti di quelli degli altri rap consolidati, con incessanti profanità e, in modo controverso, l'uso della parola «nigga». Questi testi sono stati collocati su ritmi ruvidi e basati sulla chitarra, contribuendo a conferire alla musica un suono spigoloso. Il primo album di successi gangsta rap è stato Straight Outta Compton degli N.W.A, uscito nel 1988. Straight Outta Compton avrebbe stabilito il West Coast hip hop come un genere vitale e Los Angeles come legittima rivale della capitale di lungo corso dell'hip hop, New York City. Straight Outta Compton ha scatenato la prima grande polemica sui testi hip hop quando la loro canzone Fuck tha Police ha ricevuto una lettera dall'assistente direttore dell'FBI, Milt Ahlerich, esprimendo con forza il risentimento della canzone da parte delle forze dell'ordine.
Molte polemiche hanno circondato l'album di Ice-T Body Count, in particolare la sua canzone Cop Killer. La traccia intendeva parlare dal punto di vista di un criminale che si vendica di poliziotti razzisti e brutali. La canzone rock di Ice-T ha fatto alterare i funzionari governativi, la National Rifle Association of America e vari gruppi di difesa della polizia. Di conseguenza, la Time Warner Music ha rifiutato di pubblicare l'album successivo di Ice-T Home Invasion a causa delle aspre polemiche che circondavano Cop Killer, nonostante il rapper le considerasse eccessive, raccontando poi al giornalista Chuck Philips: «[...] hanno fatto film su assassini di infermieri, assassini di insegnanti e assassini di studenti. [L'attore] Arnold Schwarzenegger ha fatto saltare in aria dozzine di sbirri come Terminator. Ma non sento nessuno lamentarsi di questo.» Nella stessa intervista, Ice-T suggerì a Philips che l'equivoco di Cop Killer e i tentativi di censura avevano sfumature razziali: «La Corte Suprema dice che per un uomo bianco va bene bruciare una croce in pubblico. Ma nessuno vuole che un uomo nero scriva una canzone su assassino di poliziotti.»
L'argomento principale inerente al gangsta rap ha generalmente causato polemiche. Le amministrazioni della Casa Bianca di George H. W. Bush e Bill Clinton hanno criticato il genere. Sister Souljah ha dichiarato al The Times: «la ragione per cui il rap è sotto attacco è perché espone tutte le contraddizioni della cultura americana... Quello che è iniziato come una forma d'arte underground è diventato un veicolo per esporre un sacco di questioni critiche che di solito non vengono discusse nella politica americana. Il problema qui è che la Casa Bianca e gli aspiranti colleghi come Bill Clinton rappresentano un sistema politico che non intende mai affrontare il caos urbano dei centri urbani.» A causa dell'influenza di Ice T e degli N.W.A, il gangsta rap è spesso visto come un fenomeno originariamente della West Coast, nonostante il contributo degli artisti della East Coast come i Boogie Down Productions abbiano plasmato il genere.

## Anni novanta

### La svolta nel mainstream

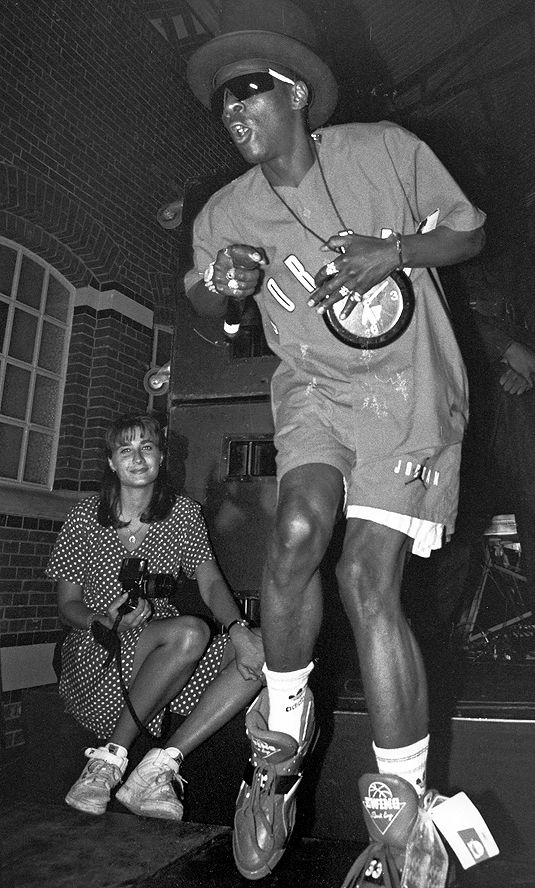
Flavor Flav dei Public Enemy si esibisce nel 1991.

Nel 1990, Fear of a Black Planet dei Public Enemy fu un successo significativo tra i critici musicali e il pubblico. L'album ha avuto un ruolo chiave nell'emergenza mainstream dell'hip hop nel 1990, nominato dal direttore di Billboard Paul Grein come «l'anno in cui il rap è esploso.» In un articolo del 1990 sulla svolta commerciale, Janice C. Thompson del Time ha scritto che l'hip hop «è diventato uno dei più eccitanti sviluppi della musica pop americana in più di un decennio.»
In un simile articolo del 1990, Robert Hilburn del Los Angeles Times mise in risalto l'emergere commerciale della musica hip hop: nello stesso anno, anche mentre lavorava con il gruppo rap Snap!, Ronald "Bee-Stinger" Savage, un ex membro della Zulu Nation, è accreditato per aver scolpito il termine Sei elementi del movimento hip hop ispirandosi alle pubblicazioni dei Public Enemy. I "Sei elementi del movimento hip hop" sono: cosciente consapevolezza, consapevolezza dei diritti civili, consapevolezza dell'attivismo, giustizia, consapevolezza politica e consapevolezza comunitaria nella musica. Ronald Savage è conosciuto come il figlio del movimento hip hop.
MC Hammer ha raggiunto il successo mainstream con l'album multi-platino Please Hammer Don't Hurt 'Em. Il disco ha raggiunto il primo posto e il suo primo singolo, U Can't Touch This è stato inserito nella top ten della Billboard Hot 100. MC Hammer è diventato uno dei rapper di maggior successo dei primi anni novanta e uno dei primi nomi del genere. L'album ha portato la musica rap ad un nuovo livello di popolarità. È stato il primo disco hip hop certificato di diamante dalla RIAA per aver venduto oltre dieci milioni di copie. Resta uno degli album più venduti di tutti i tempi del genere. A oggi, l'album ha venduto 18 milioni di unità a livello mondiale. Pubblicato nel 1990, Ice Ice Baby di Vanilla Ice è stato il primo singolo hip hop a raggiungere il vertice della classifica statunitense, riuscendo ad arrivare al primo posto anche in Australia e nel Regno Unito, venendo accreditato per aver aiutato a diversificare l'hip hop introducendolo a un pubblico più commerciale. Nel 1992, Dr. Dre pubblica The Chronic. L'album aiuta a cementare il gangsta rap della West Coast come il più commercialmente redditizio rispetto a quello della East Coast, inoltre fonda uno stile noto come g-funk, che diviene presto quello dominante nella West Coast hip hop. Lo stile è stato ulteriormente sviluppato e resto popolare dall'album Doggystyle, pubblicato l'anno dopo da Snoop Dogg. Nonostante ciò, l'hip hop ha incontrato ancora resistenza da parte della radio nera, comprese le stazioni radio di urban contemporaneo. Nel 1990, Russell Simmons disse: «le [stazioni] radio nere odiavano il rap fin dall'inizio e c'è ancora molta resistenza.»
Nonostante la mancanza di supporto da parte di alcune stazioni radio nere, l'hip hop è diventato uno dei generi musicali più venduti a metà degli anni novanta e il genere musicale più venduto nel 1999 con 81 milioni di CD venduti. Alla fine degli anni novanta l'hip hop era artisticamente dominato dal Wu-Tang Clan, da Diddy e dai Fugees. I Beastie Boys hanno continuato il loro successo nel corso del decennio assieme a diversi artisti locali di Atlanta, St. Louis e New Orleans, oltre a qualche elemento proveniente dalla scena del midwest hip hop come Bone Thugs-n-Harmony, Tech N9ne e Twista. Alla fine del decennio, l'hip hop era parte integrante della musica popolare e molte canzoni pop americane avevano componenti hip hop.

### La rivalità tra East Coast e West Coast

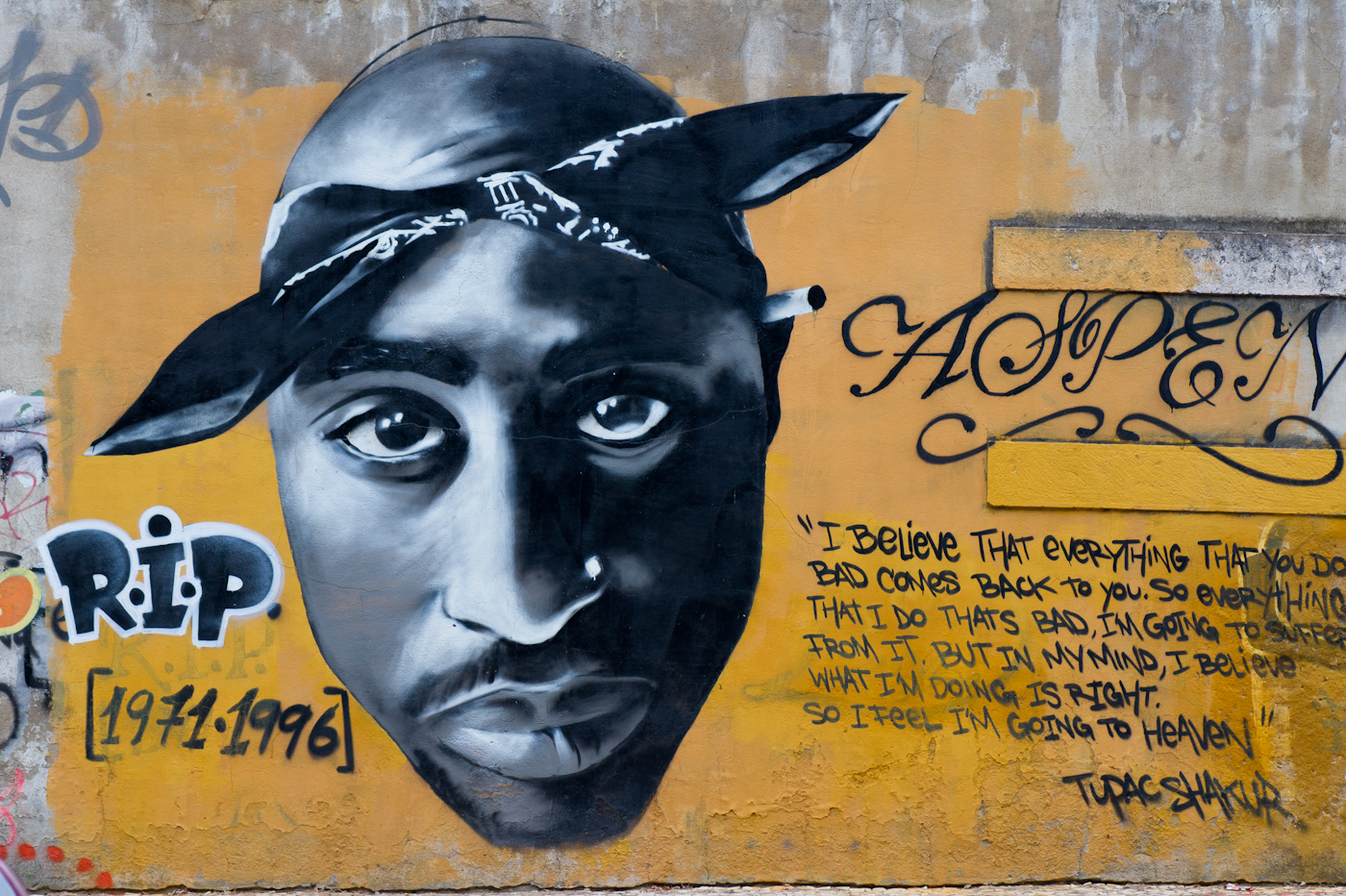
Graffito che rappresenta il rapper della West Coast Tupac Shakur, ucciso in una sparatoria da un'auto in corsa.

La rivalità hip hop tra East Coast e West Coast è stata una faida tra il 1995 e il 1997 svoltasi tra artisti e appassionati delle scene della East Coast hip hop e della West Coast hip hop negli Stati Uniti d'America, in particolare dal 1994 al 1997. I protagonisti della rivalità sono stati gli ex amici rapper The Notorious B.I.G. della East Coast (e la sua etichetta newyorkese, la Bad Boy Records) e il rapper West Coast Tupac Shakur (e la sua etichetta di Los Angeles, la Death Row Records), entrambi feriti a morte in seguito a sparatorie da auto in corsa condotte da sconosciuti rispettivamente nel 1997 e nel 1996.

#### East Coast hip hop

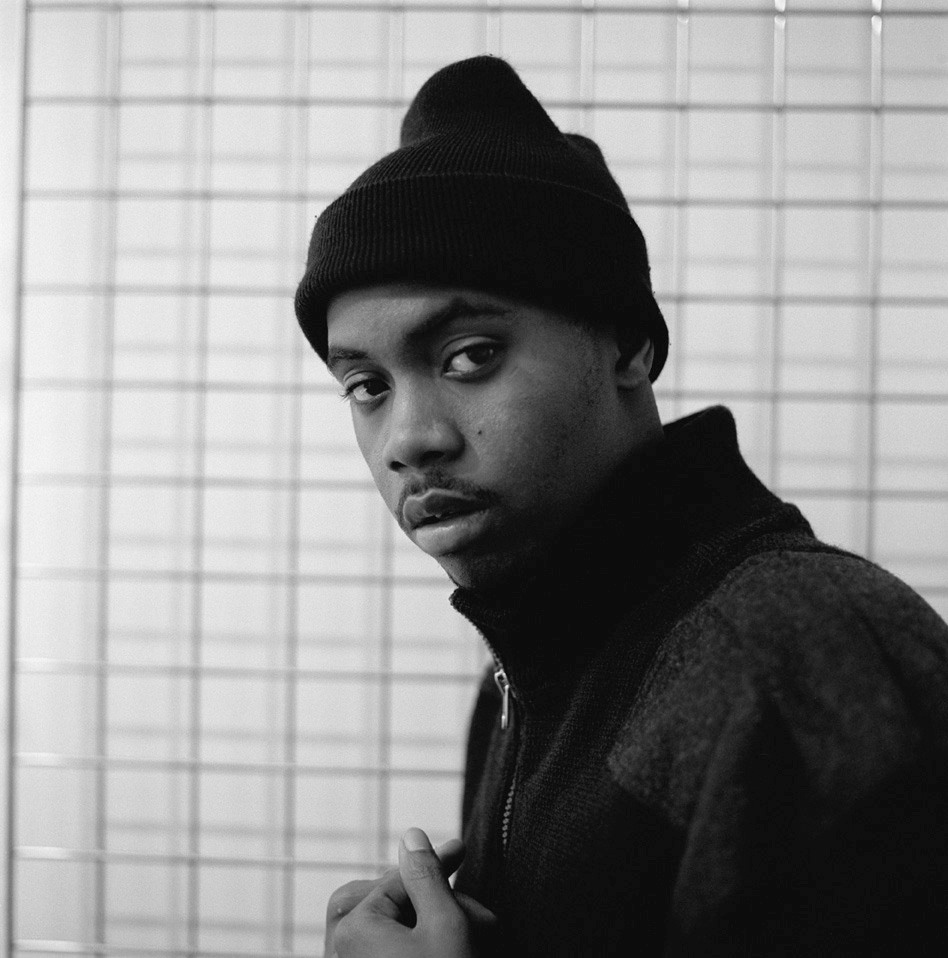
Nas nel 1998

All'inizio degli anni novanta l'East Coast hip hop era dominato dal gruppo dei Native Tongues che era liberamente composto da De La Soul con il produttore Prince Paul, A Tribe Called Quest, i Jungle Brothers, così come i loro affiliati 3rd Bass, Main Source e i meno noti Black Sheep & KMD. Artisti come Masta Ace (in particolare per SlaughtaHouse), Brand Nubian, Public Enemy e Organized Konfusion avevano una posa più apertamente militare, sia nel suono che nei modi. Nei primi anni novanta, il Wu-Tang Clan ha rivitalizzato la scena hip hop newyorkese, facendo da pioniere all'hardcore hip hop della East Coast con un'intensità pari a quello che veniva prodotto nella West Coast. Secondo Allmusic, la produzione di due album dei Mobb Deep, The Infamous e Hell on Earth, sono profondamente influenzati dalla produzione iniziale di RZA con il Wu-Tang Clan.
Il successo di artisti come Nas e Notorious B.I.G. durante il periodo 1994-1995 ha consolidato lo status della East Coast durante un periodo di dominio della West Coast. In un articolo del marzo 2002 di The Source Magazine, Nas definì il 1994 come «una rinascita dell'hip-hop di New York.» Le produzioni di RZA, in particolare per il Wu-Tang Clan, divennero influenti con artisti come Mobb Deep grazie alla combinazione di loop strumentali un po' distaccati, tamburi altamente compressi e processati e contenuto lirico a tema gangsta. Gli album solisti di artisti del Wu-Tang, come Only Built 4 Cuban Linx di Raekwon, Ironman di Ghostface Killah e Liquid Swords di GZA sono considerati dei classici assieme al materiale chiave del Wu-Tang Clan. Produttori quali DJ Premier (specialmente per Gang Starr, ma anche per altri artisti affiliati come Jeru the Damaja), Pete Rock (con CL Smooth e fornendo basi per molti altri), Buckwild, Large Professor, Diamond D e Q-Tip hanno fornito beat per numerosi MC in quel periodo, indipendentemente dalla posizione artistica. Album quali Illmatic di Nas, Reasonable Doubt di Jay-Z e Word...Life di O.C. sono composti da beat provenienti da questo pool di produttori.
La rivalità tra i rapper East Coast e West Coast alla fine divenne personale. Più tardi nel corso del decennio, l'intelligenza imprenditoriale della Bad Boy Records si è messa alla prova contro Jay-Z e la sua Roc-A-Fella Records e, sulla West Coast, contro la Death Row Records. La metà degli anni novanta, vede una generazione di rapper come i membri della DITC Big L e Big Pun. Sulla East Coast, anche se la fine del "grande business" ha dominato commercialmente tra la fine degli anni novanta e gli inizi del 2000, un certo numero di etichette indipendente della East Coast arrivarono relativamente al successo come ad esempio la Rawkus Records (con Mos Def e Talib Kweli che ottennero successo) e più tardi la Def Jux. La storia delle due etichette è intrecciata, quest'ultima è stata avviata da El-P dei Company Flow in reazione alla prima etichetta e ha offerto uno sbocco per altri artisti underground quali Mike Ladd, Aesop Rock, Mr. Lif, RJD2, Cage e Cannibal Ox.

#### West Coast hip hop

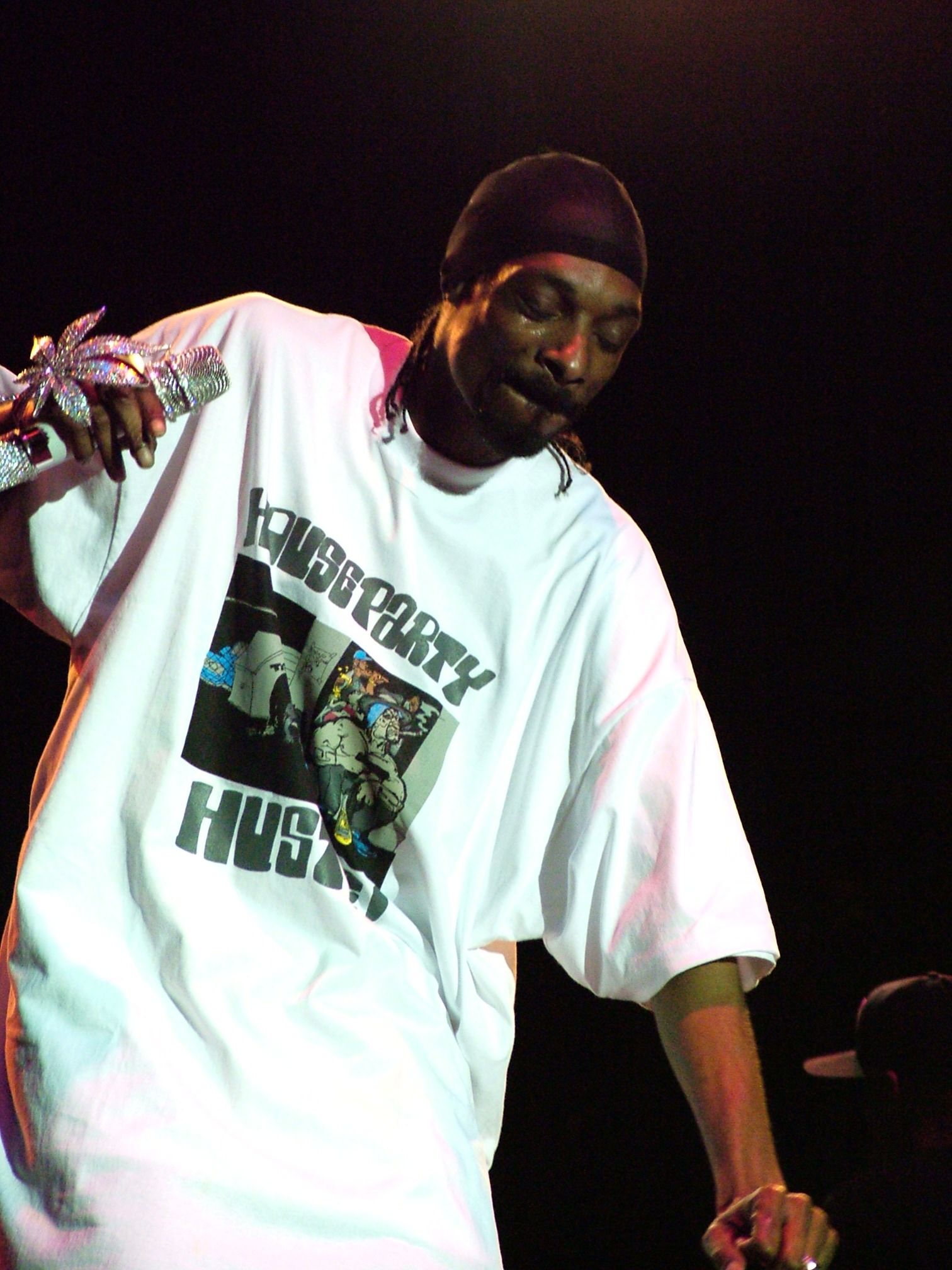
Snoop Dogg

Dopo lo scioglimento degli N.W.A, Dr. Dre (ex membro) pubblicò nel 1992 The Chronic: l'album ottenne un notevole successo commerciale, portando la West Coast in una nuova direzione, fortemente influenzata dagli artisti P-funk, con la fusione di ritmi funk semplici e testi rallentati. Questo stile divenne noto come g-funk e dominò l'hip hop mainstream per diversi anni attraverso un gruppo di artisti della scuderia Death Row, tra cui Tupac Shakur e il suo album a disco doppio All Eyez on Me, e Snoop Dogg, il cui album Doggystyle includeva successi come What's My Name e Gin and Juice. Così, l'etichetta di Los Angeles costruì un impero attorno a questi artisti, entrando in una rivalità con la Bad Boy di New York City per la conquista del mercato.
Staccati da questa scena c'erano altri artisti come i Freestyle Fellowship, The Pharcyde e artisti underground come Solesides, Jurassic 5, Tha Alkaholiks e i primi Souls of Mischief, i quali hanno rappresentato un ritorno alla radici hip hop con campionamenti e schemi di rime ben pianificati.

### La diversificazione del genere
Negli anni novanta, l'hip hop ha iniziato a diversificarsi con altri stili regionali emergenti sulla scena nazionale. Il southern hip hop divenne popolare all'inizio degli anni novanta. I primi Southern rapper a ottenere attenzione nazionale furono i Geto Boys di Houston, Texas. Le radici del Southern rap possono essere ricondotte al successo dei Geto Boys Grip It! On That Other Level (1989), il produttore Rick Rubin produce The Geto Boys (1990) e We Can't Be Stopped (1991). L'area di Houston ha prodotto altri artisti che hanno aperto la strada al primo suono southern come ad esempio gli UGK e Scarface nel suo percorso da solista.
Gli artisti hip hop di Atlanta sono stati fondamentali nell'ulteriore espansione della musica hip hop e nel portare il southern hip hop al successo commerciale. Album come 3 Years, 5 Months and 2 Days in the Life Of... (1992) degli Arrested Development, Soul Food (1995) di Goodie Mob e soprattutto ATLiens (1995) degli Outkast sono stati generalmente acclamati dalla critica. In seguito, Master P (Ghetto D) ha costruito un roster di artisti (la No Limit posse) con sede a New Orleans. Master P ha incorporato le influenze g funk e il Miami bass. Contemporaneamente, i suoni regionali distintivi di St. Louis, Chicago, Detroit e Washington D.C. iniziavano a guadagnare popolarità. Negli anni novanta, elementi dell'hip hop hanno continuato ad essere assimilati ad altri generi di musica popolare. Il neo soul, ad esempio, ha combinato musica hip hop e soul. Negli anni ottanta e novanta, il rap rock, il rapcore e il rap metal, fusioni di hip hop con rock, hardcore punk ed heavy metal sono diventati popolari tra il pubblico mainstream. Rage Against the Machine e il gruppo nu metal Limp Bizkit erano tra le band più conosciute tra questi nuovi generi musicali.
Reachin' (A New Refutation of Time and Space) (1993) dei Digable Planets è stato un album di jazz rap influente con campioni da Don Cherry, Sonny Rollins, Art Blakey, Herbie Mann, Herbie Hancock, Grant Green e Rahsaan Roland Kirk. Anche se i rapper bianchi come i Beastie Boys, House of Pain e 3rd Bass hanno avuto qualche successo popolare o accettazione critica da parte della comunità hip hop, il successo di Eminem, a partire dal 1999 con il platino The Slim Shady LP ha sorpreso molti.

## Anni duemila

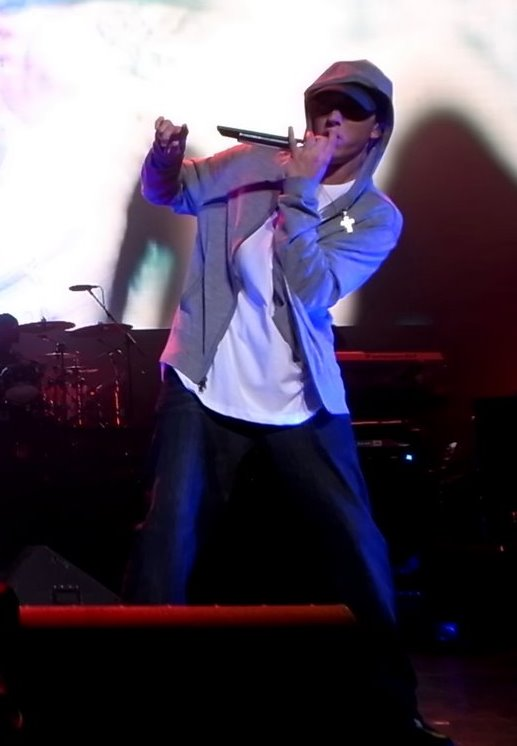
Eminem si esibisce a Los Angeles

La popolarità della musica hip hop continuò negli anni 2000. Dr. Dre è rimasto una figura importante, e nel 2000 ha prodotto The Marshall Mathers LP di Eminem. Dre ha anche prodotto l'album di 50 Cent del 2003 Get Rich or Die Tryin', che ha debuttato al primo posto nella Billboard 200. Le influenze dell'hip hop si sono fatte strada anche nel pop mainstream durante questo periodo, principalmente durante la metà degli anni duemila, quando lo stile di Los Angeles degli anni novanta ha perso potere. L'album di debutto di Nelly, Country Grammar, ha venduto oltre nove milioni di copie. Negli anni 2000, la musica crunk, un derivato del southern hip hop, ottenne una notevole popolarità grazie a Lil Jon e gli Ying Yang Twins; fece eco la snap music, a sua volta sottogenere del crunk sviluppatosi ad Atlanta sul finire degli anni novanta. Nello stesso periodo vi è un ritorno dell'hip hop alternativo con artisti come Kanye West e gli OutKast. Nella seconda metà degli anni 2000, artisti hip hop alternativi come ad esempio i Roots, Gnarls Barkley, Dilated Peoples e Mos Def hanno ottenuto un riconoscimento significativo.

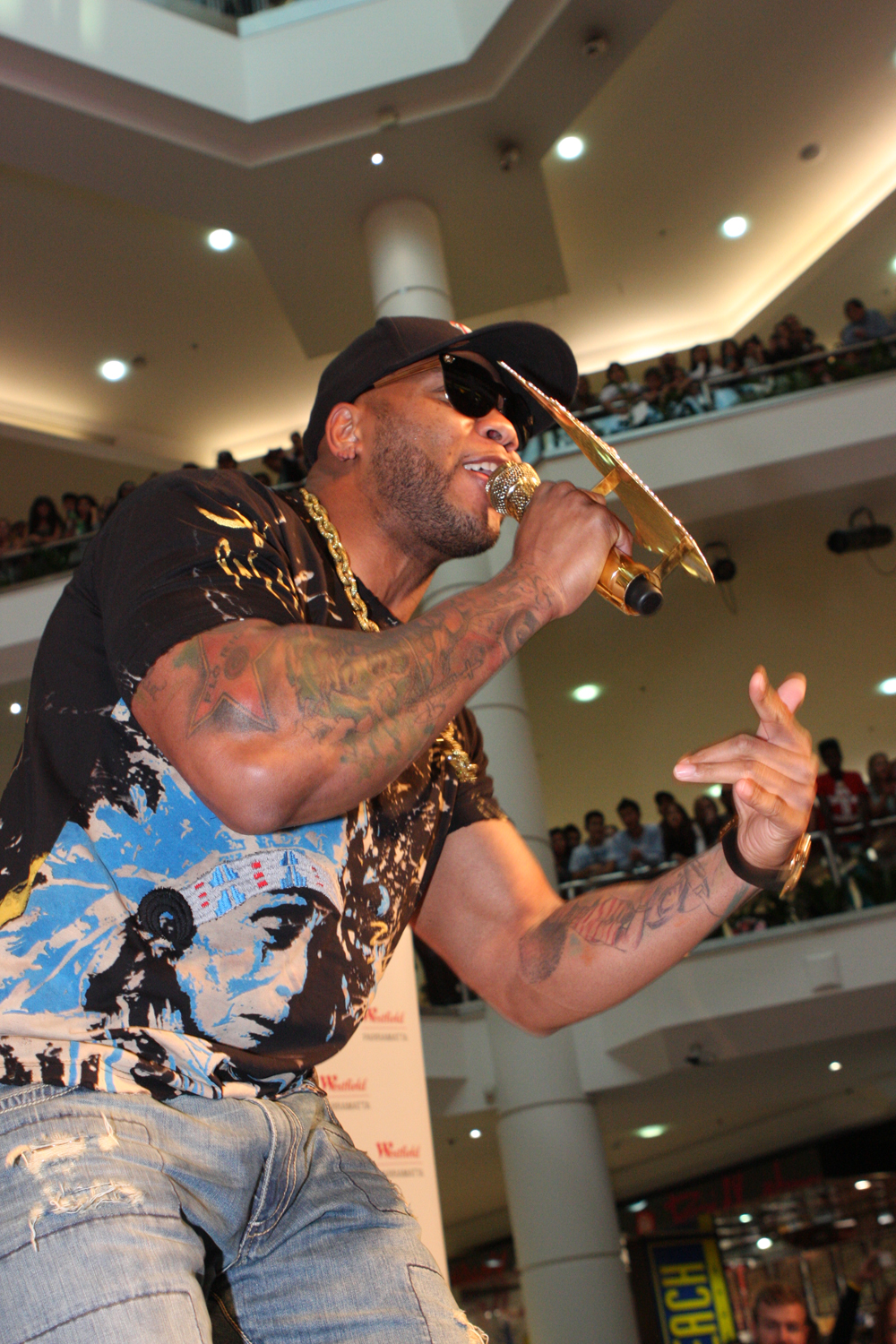
Mentre le vendite della musica hip hop calavano tantissimo nella metà degli anni duemila, i rapper come Flo Rida ebbero successo con i singoli online, nonostante le basse vendite ottenute dai propri dischi.

Nel 2005, le vendite di musica hip hop negli Stati Uniti hanno iniziato a calare notevolmente, portando la rivista Time a chiedersi se l'hip hop mainstream stesse "morendo". La rivista statunitense Billboard ha scoperto che, dal 2000, le vendite rap sono scese del 44%, pur restando tra i generi dominanti nel panorama nazionale. Secondo Courtland Milloy del Washington Post, per la prima volta negli ultimi cinque anni, nessun album hip hop è stato tra i primi dieci più venduti negli Stati Uniti d'America nell'anno 2006. Tuttavia, l'hip hop rimane uno dei generi maggiormente popolari e nel 2009 Eminem riporta un disco hip hop tra i più venduti dell'anno con Relapse.
Durante la metà degli anni duemila, Kanye West si fece spazio nella scena hip hop riportando alla ribalta l'alternative, dimostrando che la scena era commercialmente di successo quanto il gangsta rap, se non di più. In seguito si fanno notare, tra gli altri, K'naan, M.I.A., Kid Cudi e Drake, mentre d'altro canto si registrano artisti notati dalla critica per i loro suoni eclettici, le loro esperienze di vita ed emozioni raramente viste nell'hip hop mainstream come ad esempio Wale, Jay Electronica, J. Cole, Lupe Fiasco, The Cool Kids e B.o.B.

## Anni duemiladieci
Il 17 luglio del 2017, Forbes ha riferito che l'hip-hop/R&B (così come classifica anche Nielsen SoundScan) ha superato il rock diventando il genere musicale più popolare negli Stati Uniti per la prima volta nella storia.
Un sottogenere del rap nato tra la fine degli anni novanta e l'inizio degli anni duemila inizia a crescere e a comparire nelle classifiche hip hop di Billboard, la trap, caratterizzata da un'atmosfera spesso cupa, oscura o minacciosa. I principali artisti che rappresentano questo genere negli anni duemila dieci sono Future, Migos, Travis Scott, Rae Sremmurd, Lil Uzi Vert, Fetty Wap e Young Thug. I fondatori del genere sono stati in grado di riprendere il successo commerciale del genere, inclusi Gucci Mane, 2 Chainz e Juicy J. Metro Boomin, Mike Will Made It e London on da Track sono tra i produttori principali del genere trap.
Il genere ha attirato diverse critiche, anche da artisti di successo dell'hip hop: secondo quanto riportato da Rick Rubin, Eminem ne è confuso e Snoop Dogg afferma che è difficile fare differenza tra gli artisti; secondo Black Thought, rapper leader dei Roots: «il gioco è cambiato. È differente. Gli standard sono differenti, i criteri che vengono presi in considerazione per determinare la validità, sono differenti. Siamo a un punto nella storia dove il testo arriva quasi sempre ultimo in moltissimi sensi.»

### Era dello streaming
L'ascesa delle piattaforme di streaming come Spotify, Apple Music e altri nella metà del 2010 hanno avuto un forte impatto sull'intera industria musicale nel suo complesso. Pur essendo un mixtape in streaming gratuito e senza pubblicità, il Coloring Book di Chance the Rapper ha vinto il Grammy Awards 2017 come miglior album rap dell'anno, diventando il primo album in streaming di tutti i tempi a vincere un Grammy Award. Kanye West ha dichiarato che il suo album, Yeezus, ha segnato la morte dei CD e quindi la sua pubblicazione successiva, The Life of Pablo è stata distribuita solo in formato digitale. Nel 2017, Drake ha rilasciato un progetto in streaming gratuito intitolato More Life, che ha definito una "playlist", insistendo sul fatto che non è né un mixtape né un album.
Nella seconda metà degli anni duemila dieci, la piattaforma di distribuzione audio online SoundCloud ha svolto un ruolo fondamentale nella creazione delle carriera di vari artisti: da questa piattaforma sono usciti, tra gli altri, anche Lil Uzi Vert, Yung Lean, 6ix9ine, Post Malone, Lil Pump, Trippie Redd, Juice Wrld, Playboi Carti e XXXTentacion, portando alla luce un nuovo genere etichettato come SoundCloud rap che ha raccolto diverse critiche per il suo scarso contenuto lirico e la produzione di basso livello, oltre alla natura problematica degli artisti stessi, che sono stati coinvolti in varie vicende illegali.